# 시벨 (동인지)
『시벨』(シベール, Cybele)은 아즈마 히데오의 만화 제작 프로덕션인 무기력 프로덕션(無気力プロダクション)의 시벨 편집부가 코믹마켓 11~17에 판매했던 일본 첫 로리콘 만화 동인지이다.

1979년 4월에 창간돼 1981년 4월 제7호로 폐간했다. 지명은 아즈마 히데오가 명명했고, 당시 우연히 NHK에서 방영했던 영화 『시벨의 일요일』에서 유래한다. 검은색 단색 표지로 종이 봉투나 비닐봉투에 넣어져 시선을 피해 판매되었기에 '수수께끼의 검은 책'(謎の黒本)이라고도 불렸다. 더욱이 『시벨』은 코믹마켓에서 행렬이 생긴 첫 동인 서클이라고 불린다.
해당 지는 남성향 18금 동인지의 창시자이자 중심적 역할의 동인 서클로 여겨지며 코믹 마켓 여명기로 여겨지는 로리콘 붐의 기점으로 된 것으로 알려져있다. 또, 해당 지의 조류는 『레몬 피플』(レモンピープル), 『만화 부릿코』(漫画ブリッコ)를 비롯한 미소녀 코믹스지의 성립에 큰 영향을 주었고, 그 후의 성인 애니메이션이나 미소녀 게임의 발전으로도 이어졌다. 현재는 자료적 가치도 지적되고 있으나, 동인지라는 매체의 성질 상 국립국회도서관 등 공공기관에서의 소장은 거의 없다시피 하고, 전체를 보는 것은 극히 어렵다.
주요 집필자는 시벨 편집부의 아즈마 히데오, 오키 유카오(沖由佳雄), 히루코가미 겐(蛭児神建), 니시나 소이치(仁科蒼一), 고노마 와호(孤ノ間和歩), 가즈나 게이(計奈恵), 도요시마 유사쿠(豊島ゆーさく), 미타카 고이치(三鷹公一), 하야사카 미키(早坂未紀), 모리노 우사기(森野うさぎ), 시마네코 메구미(川猫めぐみ), 우미네코 가모메(海猫かもめ) 등으로 전원 별명의로 그렸다. 주력 작가는 만화나 애니메이션의 애호가가 드나들던 에고타의 끽다점·만가 가로(まんが画廊)에 두어져있던 '낙서장'(らくがき帳)에 단골손님이 남긴 낙서를 보고, 아즈마의 어시스턴트였던 오키 유카오(沖由佳雄)가 스카우트했다.

## 역사

### 『시벨』 창간까지의 경위
아즈마의 본지는 '코믹마켓에서 야오이를 몰아낼' 목적으로 창간한 것으로, 이는 시벨의 슬로건으로도 되었다. 코믹마켓 준비회의 자료 등에 따르면 초기 코믹마켓에 방문하는 참가자의 9할 이상이 여성, 꽃의 24년조를 필두로 한 소녀 만화 팬을 중심으로 한 여자 중고생이나 만화지 『COM』의 흐름을 이어받은 만화 연구회의 대학생 등이며, 유행한 것도 『포의 일족』의 성적 패러디 『포르의 일족』(ポルの一族)을 비롯해 '야오이'나 『우주전함 야마토』 내지 선라이즈 작품 등에 등장하는 미형 악당 등장인물의 동성애를 다룬 것들뿐이었기에 로리콘 만화의 출연이란 '야오이'가 휩쓸고 있는 코믹마켓으로의 남성측으로부터의 일종의 반문화였다고 여겨진다.
히루코가미 겐(蛭児神建)은 『시벨』에 앞장서 일본 첫 로리콘 동인지 『아이리스』(愛栗鼠)를 1978년 12월 17일의 '코믹마켓 10'에서 발표했다. 히로코가미는 '야오이가 있었기에 『시벨』이 생겼다는 것도 있습니다', '로리콘 동인지를 만드는 것 자체가 용기가 필요한 거였거든요. 야오이가 없다면 그것을 할 용기는 없었을지도 모릅니다. 역시 아무리 박해받아도 어쩔 수 없다는 의식이 있었던 것입니다'라고 후년에 회상했고, 모리카와 가이치로(森川嘉一郎)는 코믹마켓의 '야오이'의 융성함에 대해 '그에 대한 대항 의식과 동시에 애니메이션의 혹은 애니메이션풍 그림체의 성적인 패러디가 허용되는 자리를 그곳에 형성해 로리콘 만화의 발표를 재촉하고 있던 것이다. 그 의미로는 야오이는 로리콘 동인지의 어머니였다고도 말할 수 있을지도 모른다'라고 평했다.
또 당시의 일반적인 남성향 18금 만화는 리얼 터치의 삼류 극화가 대부분으로, 『시벨』을 비롯한 로리콘 만화의 출현은 '데즈카 오사무나 이시노모리 쇼타로와 같은 둥근 기호적인 그림체여도 섹스를 그릴 수 있다'라는 '귀여운 에로틱'이라는 현대 일본적 미의식의 발견과 혁명을 가져왔다고 여겨진다. 실제로 아즈마와 오키에 따르면 시벨을 창간한 배경으로는 당시의 삼류 극화 붐에 대한 강고한 반발심이 토대로 있었다고 전했다.
히루코가미 겐(蛭児神建)은 만가 가로(まんが画廊)에서 오키 유카오(沖由佳雄)에게 스카우트 당했을 때의 에피소드를 다음과 같이 기록했다. 
初対面の沖由佳雄氏に手渡された本を見て、私の全身の血液は一瞬で頭に昇った。それは二つ折りのコピー紙をホッチキスでとめた、ほんの数ページの品である。しかしその内容は、彼の可愛い絵の少女が靴下だけの全裸になり、ワレメがくっきりと描かれた、当時としては衝撃的なものであった。私は頭がクラクラした。アニメ的美少女をエロの対象とする、その偉大なる先駆けは沖由佳雄氏である。全く、世界観が引っ繰り返るような思いをした。〔……〕ともかく漫画画廊が存在しなければ、蛭児神建も『シベール』も無く、後のロリコン同人誌ブームも起こらなかったかもしれない。あんな小さな店に、あれだけの偉大な才能が集結したのは神秘というか、神の悪戯とさえ感じる。西洋の芸術史などを調べていると、複数の天才が同じ時代に誕生して寄り集い花開くという、神の意志としか思えない瞬間が幾度も起こるが、その小規模な形を私は目にしたのだ。
 — 히루코가미 겐(蛭児神建)(전) 『출가 일기―어느 '오타쿠'의 생애』(出家日記―ある「おたく」の生涯) 중 '아즈마 히데오와의 만남'(吾妻ひでおとの出会い) 가도카와 쇼텐 2005년 11월 pp.46-52
초대면인 오키 유카오 씨에게 전해받은 책을 보고, 내 전신의 혈액은 한순간에 머리로 올랐다. 그것은 둘로 접은 복사지를 스테이플러로 고정시킨 겨우 몇 페이지 짜리이다. 그러나 그 내용은 그의 귀여운 그림의 소녀가 양말만 입고 전라가 되어 틈이 선명하게 그려진 당시로서는 충격적인 것이었다. 나는 머리가 어지러웠다. 애니메이션적 미소녀를 에로틱함의 대상으로 하는 그 위대한 선구는 오키 유카오이다. 완전히 세계관이 뒤바뀐 듯한 생각을 했다. 〔……〕 어쨌든 만가 가로가 존재하지 않았으면 히루코가미 겐도, 『시벨』도 없었고, 후의 로리콘 동인지 붐도 일어나지 않았을 지도 모른다. 그런 작은 가게에 그만큼의 위대한 재능이 집결한 것은 신비하다고 할까, 신의 장난이라고도 느껴진다. 서양의 예술사 등을 찾아보고 있으면, 여러 천재가 같은 시대에 태어나 모여서 꽃을 피운다는 신의 의지라고 밖에 생각되지 않는 순간이 몇번이고 일어나나, 그 소규모 형태를 나는 목격한 것이다.

### 『시벨』 창간
『시벨』 창간호는 1979년 4월 8일에 개최된 '코믹마켓 11'에서 배포됐다. 무엇도 인쇄되지 않은 검은색의 나사지 표지 B5판 26페이지의 복사지로, 집필자는 아즈마 히데오, 오키 유카오(沖由佳雄), 히루코가미 겐(蛭児神建) 및 히루코가미의 소개로 더해진 니시나 소이치(仁科蒼一)의 4명이다. 인접한 공간에서는 히루코가미의 『아이리스』의 임시 증간호 『롤리타』(ロリータ)도 배포됐다.
아즈마와 오키는 코믹마켓 11의 실질적인 주최자였던 '미궁'79'(迷宮'79)의 요네자와 요시히로(米沢嘉博, 후의 코믹마켓 준비회 2대 대표)와 사전에 상의를 했고, 아즈마는 '억지를 부려서 코믹마켓에 숨어들었습니다'라고 후년에 서술했다. 또 히루코가미에 따르면 두 동인지는 봉투에 넣고 풀로 붙여, 붙인 곳에 빨간 秘의 원문자(㊙) 모양의 도장을 찍어 팔아 '세간의 차가운 시선의 아픔이 어째서인지 쾌감으로, 마조히스틱한 기쁨에 떨고 있었다. 파는 사람과 사는 사람의 공범 의식에 의한 우정으로 내 몸은 달아올라 있었다'라고 당시의 심경을 이야기했다.
실제로 당시는 메이저 소년지·소녀지로 활동하고 있던 프로 현역 만화가가 성인 동인지에 작품을 집필한다는 것은 금기와 다름없었다. 아즈마 팬으로 힐다콘인 소녀 만화가·와다 신지(和田慎二)를 『시벨』에 동인으로 권유하자는 안도 있었지만 '그건 역시 안 되지 않을까'라는 아즈마의 한마디로 중지로 되었다고 한다. 이에 대해 히루코가미는 '역시 아즈마 선생에게 있어서는 메이저 작가를 끌어들이는 것은 좋지 않다고 생각된 것이겠지'라고 서술했다.
2호부터는 고노마 와호(孤ノ間和歩), 가즈나 게이(計奈恵), 도요시마 유사쿠(豊島ゆーさく)가 참가했다.（오키가 만가 가로(まんが画廊)의 '낙서장'을 통해 고노마와 접촉했고, 가즈나는 고노마의 제자였다) 가즈나에 따르면 '새까만 책으로 거의 가져가주지 않았다'라고 증언했고, 그룹 손님도 '이런 책 팔아도 괜찮은가'라고 얌체 독서로 떠들썩거릴 뿐이고, 그대로 사지 않은 채 지나갔다고 했으나, 안에서 한 명이 나중에 몰래 사러 돌아오는 경우도 있었다고 회상했다.
이러한 음란 서적을 살 때 흔히 있던 창피해하는 상황이 급변하는 것은 아즈마가 코믹마켓으로 가지 않게 된 3호(1979년 겨울의 C13)부터로, 이날은 개장 전부터 군중이 생겼고, 당시의 코믹마켓에는 개장 전 행렬이라는 개념이 존재하지 않았기에 수상히 여긴 회장 스태프가 참렬자에게 시벨의 구입 희망자인지 아닌지를 물어보자, 대부분의 사람들이 웃으며 일제히 손을 들었다고 한다.

### 『시벨』 동인에 대해
- 아즈마 히데오(吾妻ひでお, あづま ひでお, 1950년 2월 6일 - 2019년 10월 13일)

만화가이다. 1950년에 홋카이도 우라호로정에서 태어났다. 1968년에 상경한 뒤, 공원(工員) 등의 직업을 거쳐 이타이 렌타로(板井れんたろう)의 어시스턴트를 맡았다. 1969년에 『만가오』(まんが王)(아키타 쇼텐) 12월호 부록에서 발표한 『링사이트 크레이지』(リングサイド・クレイジー)로 데뷔했다. 그 후, 1972년부터 『주간 소년 챔피언』에서 연재한 『두 사람과 다섯 사람』(ふたりと5人)으로 인기 작가로 되었다. 1970년대는 『숙취 댄디』(二日酔いダンディー), 『에이트 비트』(エイト・ビート), 『변덕쟁이 오공』(きまぐれ悟空), 『자포자기 천사』(やけくそ天使), 『초킨』(チョッキン), 『수다쟁이 러브』(おしゃべりラブ), 『꼬마 마마짱』(ちびママちゃん), 『날아라 날아라 동키』(翔べ翔べドンキー), 『기생목 군』(やどりぎくん), 『스크랩 학원』(スクラップ学園)（전부 아키타 쇼텐) 등의 넌센스 개그 만화로 인기를 얻는 한편, 1978년의 『부조리 일기』(不条理日記)를 비롯해 발표한 일련의 작품이 SF 팬·만화 매니아에게 열광적으로 받아들여져, 그 매니악한 SF 패러디에서 혁신적인 개그 센스로 오늘날의 부조리 만화의 선구자로 되었다. 또, 1978년에 뉴 웨이브 만화지 『Peke』(미노리 쇼보(みのり書房))에서 연재한 『아무래도 좋아 스페이스』(どーでもいんなーすぺーす)로 1980년대에 '로리콘 만화'라고 불리게 되는 SF와 미소녀를 중심으로 한 급진적인 작풍을 재빨리 확립했다. 1979년 4월부터 일본 첫 로리콘 만화 동인지 『시벨』（무기력 프로(無気力プロ))을 자비 출판했다. 더욱이 병행해 앨리스 출판(アリス出版)의 자판기 책 『소녀 앨리스』(少女アリス)(가와모토 고지(川本耕次) 편집)에 『햇빛』(陽差し), 『바다에서 온 기계』(海から来た機械) 등 '순문학 시리즈'라고 불리는 작품군을 발표했고, 일련의 작품에서 성적 표현 중에 데즈카 오사무를 계보로 하는 전후 만화의 정통적인 그림체와 소녀 만화의 내면 세계를 가지고 온 것으로 오늘날의 '미소녀', '모에'로 이어지는 '오타쿠'적 표현에 결정적인 영향을 끼쳤다. 그 후에도 『나나코 SOS』(ななこSOS), 『장난꾸러기 신 이야기 코로코로 포론』(おちゃめ神物語コロコロポロン) 등의 인기 작품(두 작품 다 텔레비전 애니메이션화되었다)를 정력적으로 발표했지만, 창작에 막혀 1989년 11월과 1992년 4월에 갑작스레 실종되었고, 1998년 12월에는 알코올 의존증으로 입원했다. 그 경위를 그린 자서전 『실종일기』(失踪日記)(2005년)은 롱셀러로 되었고, 제34회 일본만화가협회상(日本漫画家協会賞) 대상, 제10회 데즈카 오사무 문화상 대상, 제9회 문화청 미디어 예술제 만화 부문 대상을 수상한 외에, 2019년 10월에는 이탈리아의 그랜 귀니지(Gran Guinigi)상의 Riscoperta di un’opera（재발견된 작품） 부문을 수상했다. 2019년 10월 13일 사망.
- 오키 유카오(沖由佳雄, おき ゆかお, 1957년 - )

아즈마 히데오의 어시스턴트. 『시벨』 창간 편집장 겸 스카우트 담당이다. 동인 서클 '그룹 601'(グループ601) 주재. 아즈마의 만화 『올림포스의 포론』(オリンポスのポロン)에 등장하는 에로스(エロース)나 『나나코 SOS』(ななこSOS)에 등장하는 Dr. 챠바네(Dr.チャバネ)의 모델이다. 『애니멕』(アニメック)에서 상업지 데뷔 후, 히루코가미 겐(蛭児神建) 편집의 귀축계 로리콘 만화 잡지 『프티 판도라』(プチパンドラ)등에서도 집필했다.

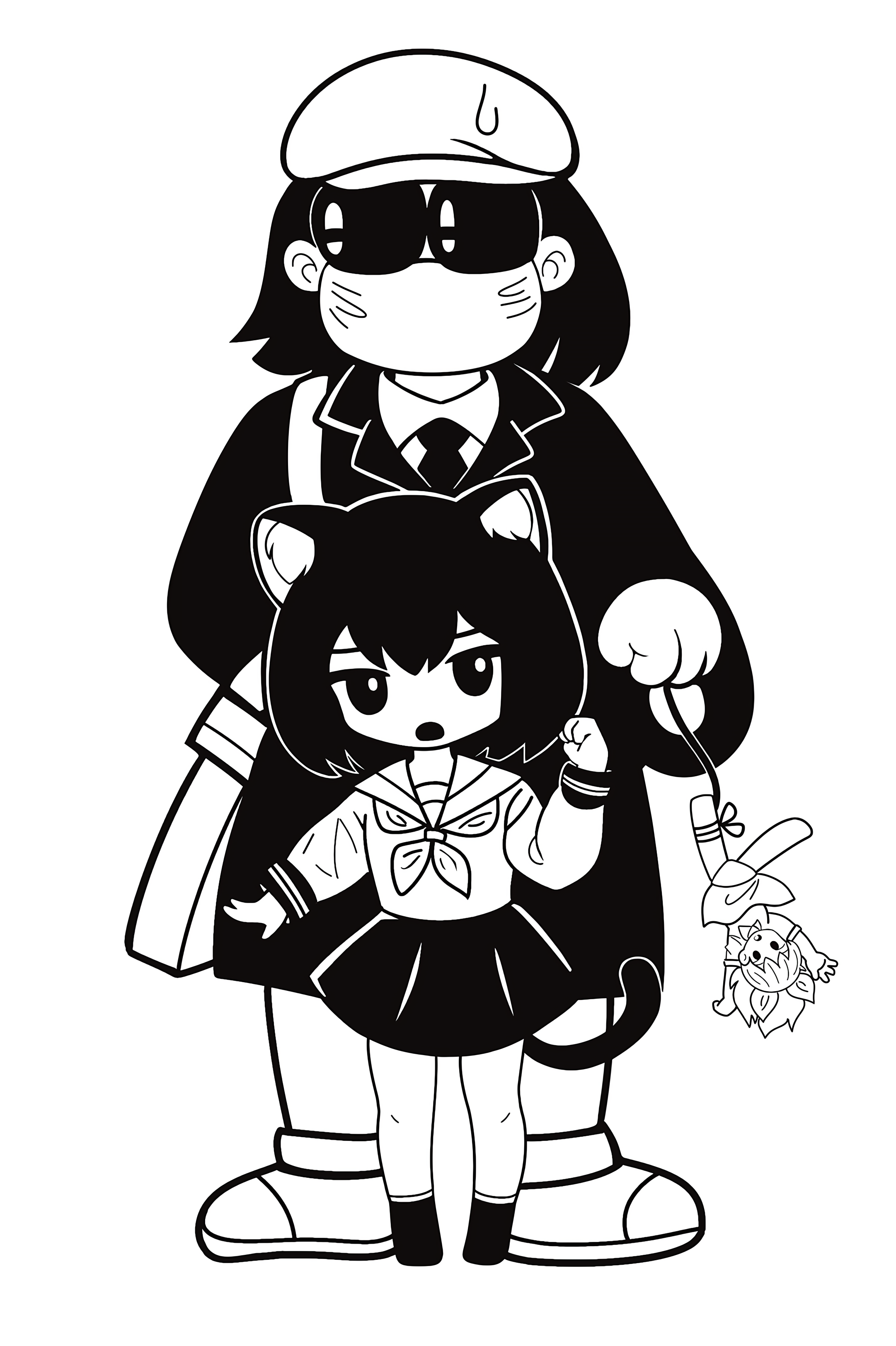
코믹마켓 여명기에 나타난 히루코가미 겐은 '오타쿠'가 공연화하기 이전에 "프리(pre) 오타쿠"(プレおたく, 1950년대생 오타쿠)의 이미지를 '로리콘의 변질자'로 비교했다. 오쓰카 에이지(大塚英志)는 '나카모리 아키오(中森明夫)가 "오타쿠"라는 말을 밖에서 코믹마켓에 모이는 사람들을 캐리커처라이즈하기 이전에 히루고카미 겐의 색다른 복장은 이미 오타쿠 자신에 의한 "비평"으로 되어있었다'라고 지적했고, 스테레오타입인 오타쿠상에도 적지 않은 영향을 끼쳤다고 여겨진다.

- 히루코가미 겐(蛭児神建, ひるこがみ けん, 1958년 7월 18일 - )

작가·편집자·승려이다. 로리콘의 신이라고 불리기도 한다. 도쿄도 출신. 1978년에 일본 첫 로리콘 문예지 『아이리스』(愛栗鼠)를 창간했다. 그 후 『시벨』 창간 참여를 거쳐 극단주의 로리콘 동인지 『유녀 기호』(幼女嗜好), 『SM 롤리타』(SMロリータ)(헨시쓰샤(変質社))를 코믹마켓에서 발표했다고, 1980년대에 일어난 로리콘 붐의 중심 인물·교조적 존재로 되었다. 또 당시의 코믹마켓에서는 머리카락을 허리까지 기르고, 플랫캡에 선글라스, 트렌치코트에 마스크, 쁘띠안제 인형을 거꾸로 늘어뜨린 변질자 스타일로 나타나 아즈마 히데오의 만화 『나나코 SOS』(ななこSOS), 『스크랩 학원』(スクラップ学園)이나 에로게 『ALICE』 등에서 등장하는 변질자의 모델로 되었다. 1982년에는 상업지 첫 로리콘 만화 잡지 『레몬 피플』(レモンピープル)에서 프로 데뷔를 했다. 1984년부터 잡지 『프티 판도라』(プチパンドラ)(잇스이샤(一水社))의 편집장으로 취임했으나, 1987년에 은퇴했고, 붓을 놓았다. 후에 출가했다. 그 경위에 관해서는 2005년에 상재된 자서전 『출가 일기―어느 '오타쿠'의 생애』(出家日記―ある「おたく」の生涯)(가도카와 쇼텐)에서 상세를 알 수 있다.
- 니시나 소이치(仁科蒼一, にしな そういち)

패러디 만화가이다. 히루코가미 겐(蛭児神建)이 첫 참가한 만화 평론 서클 '유니온 에카르테'(ユニオン・エカルテ) 주재자이다. 아즈마 히데오의 만화에 등장하는 배경 캐릭터의 모델 중 한 명이다. 미노리 쇼보(みのり書房)가 발행한 『월간 OUT』(月刊OUT), 『랑데부 코믹』(ランデブーコミック)에서도 활약했다. 후에 히루코가미의 중개로 『시벨』 창간에 참가했다.
- 고노마 와호(孤ノ間和歩, このま わほ, 2월 6일[47] - )

만화가·삽화가이다. 가즈나 게이(計奈恵)의 스승이다. 『시벨』 중심 멤버로 미소녀 만화의 창시자적 존재이다. 창간 당초의 『레몬 피플』(レモンピープル)에서도 작품을 집필했다. 2000년대 이후는 상업지에서 활동하지 않는다.
- 가즈나 게이(計奈恵, かずな けい, 4월 18일 - )

만화가이다. 고노마 와호(孤ノ間和歩)의 제자이다. 크림레몬 시리즈 『SF·초차원 전설 RALL』(SF・超次元伝説ラル), 『STAR TRAP』의 캐릭터 디자인을 고노마 와호와 함께 담당했다. 『애니멕』(アニメック)에서 프로 데뷔 후 『만화 부릿코』(漫画ブリッコ)를 거쳐 『월간 소년 간간』 등 소년지에서도 집필하는 한편, '가즈네코'(和猫) 명의로 음란 만화도 집필했다. 아즈마 히데오의 만화 『나나코 SOS』(ななこSOS)에서 등장하는 '국제 셀 밀매 조직 남자'의 모델이다.
- 도요시마 유사쿠(豊島ゆーさく／豊島U作, とよしま ゆーさく)

만화가이다. 도쿄도 출신. 나카무라 프로덕션(中村プロダクション) 출신 전 애니메이터이다. I.N.U.(이누네코우사기자에몬, いぬねこうさぎざえもん) 명의로 동인지에서 활약했다. 게모노의 선구자로 『시벨』 시대부터 게모노를 계속 그려온 게모로리(ケモロリ) 오타쿠의 최고참이다. 오쓰카 에이지(大塚英志) 편집의 앤솔러지 코믹 『미소녀 만화 베스트 집성 3 프티 애플 파이』(美少女まんがベスト集成3 プチアップル・パイ)(도쿠마 쇼텐/1983년 6월)에서 발표한 『캣걸』(きゃっとがーる)로 데뷔했다. 1986년에 첫 단행본 『쇼레이시마』(硝霊島)(뱌쿠야 쇼보(白夜書房))를 상재했다. 1992년부터는 동인지 『수간왕』(獣姦王)을 창간했고, 『고양이 당인전 테얀데에』(キャッ党忍伝てやんでえ)나 『RPG전설 헤포이』의 미야 등 암컷 게모노를 제재로 한 음란 만화를 아사리 요시토(あさりよしとお) 등과 함께 차차 발표했다. 더욱이 『시벨』 시절 '탈시벨'을 생각하고 있었던 아동 만화 지망의 가즈나 게이(計奈恵)에게 '만가 가로(まんが画廊)에서 로리콘이라고 불려 지금 이곳(무기력 프로덕션)을 빠지는 네게 갈 곳이 있느냐?'라고 못을 박아 퇴로를 끊었고, 삼류 극화지 『만화 대쾌락』(漫画大快楽)(레몬샤(檸檬社) 간행)에서 다니구치 게이(谷口敬)의 기용을 투고로 추천하는 등 당시의 로리콘 문화에도 적지 않은 영향을 남겼다. 대표작으로 『천박한 마법사 게쓰메도 아나루』(下品な魔法使いケツメドアナル) 등이 있다.
- 미타카 고이치(三鷹公一, みたか こういち)

효고현 출신. 오카야마 대학 졸업. 모치즈키 미키야(望月三起也), 아즈마 히데오, 미야 다케시(みやたけし)의 전 어시스턴트이다. 쇼가쿠칸의 학년별 학습 잡지(小学館の学年別学習雑誌)나 월간 코로코로 코믹 등 초등학생 만화 잡지에서도 집필했다. 또, 아즈마 히데오 원작 텔레비전 애니메이션 『나나코 SOS』(ななこSOS)의 그림책은 미타카가 작화를 담당했다.
- 하야사카 미키(早坂未紀, はやさか みき, 1955년 - )

도야마현 출신. 와다 신지(和田慎二), 아즈마 히데오, 무라카미 모토카(村上もとか)의 전 어시스턴트이다. 동인 서클 '트러블메이커'(トラブルメーカー) 소속이다. 1980년에 동인지 『프리스』(フリス, Fritha)를 자비 출판했다. 그 후, 오쓰카 에이지(大塚英志)가 편집한 만화 잡지 『류』(リュウ), 『프티 애플 파이』(プチアップルパイ), 『만화 부릿코』(漫画ブリッコ) 등에서도 집필했고, 가가미 아키라(かがみあきら)나 아사리 요시토(あさりよしとお) 등과 함께 1980년대 전반을 대표하는 미소녀 SF 만화가로 알려졌다. 그러나 현재는 소식이 끝어졌다.
- 모리노 우사기(森野うさぎ, もりの うさぎ, 1960년대 전반 - )

만화가·삽화가·캐릭터 디자이너·동인 작가이다. 현재의 모에 속성으로 이어지는 '푸니로리'(ぷにロリ, 얼굴이나 체형이 둥글고 탄력 있는 유아 체형의 로리)의 원조적 존재이다. 아사리 요시토(あさりよしとお)나 후지타 유키히사(ふじたゆきひさ) 등이 참가한 동인 서클 '스튜디오 어웨이크'(スタジオ・アオーク)를 주재했다. 동인 서클 '우사키 유치원'(うさぎ幼稚園)을 주재했다. 크리에이터 집단 '이치고 하우스'(いちごはうす) 멤버이다. 코믹마켓 참가 당초는 동인지 경험도 없는 고등학생이었으나, 만가 가로(まんが画廊)에서 스카우트당한 형태로 『시벨』에 참가하게 되었다.
- 시마네코 메구미(川猫めぐみ, しまねこ めぐみ, 1953년 1월 29일 - )

만화가·애묘가·동인 작가·노상 시인이다. 가나가와현 요코하마시 출신. 여성이다. 1973년에 도키와마쓰 학원 여자 단기대학(トキワ松学園女子短期大学) 졸업 후, 1974년에 『푸른 말 I』(蒼い馬I)(호쿠토 쇼보(北冬書房))에 '꽃 모자―초저녁의 가을'(花帽子―宵の秋)을 발표했다. 그 후, 호쿠토 쇼보(北冬書房)의 『야행』(夜行) 등에서 사첩반 포크풍으로 유현적 분위기를 낸 서정파 작품을 발표했다. 1976년에는 『주간 만화 조』(週刊漫画ジョー)(고사이도 출판(廣済堂出版))에서 '반하생'(半夏生)을 발표했고, 일반지에 데뷔했다. 1979년에는 『월간 세븐틴』(슈에이샤)에 게재한 '모르는 내일로'(知らない明日へ)로 제1회 신인 그랑프리 노력상을 수상했다. 1980년에 첫 단행본 『어딘가 먼 무지개의 나라』(どこか遠い虹の国)（슈에이샤 세븐틴 코믹스)를 상재했다. 이후 프리로 되었고, 가와모토 고지(川本耕次) 감수 미소녀 전문지 『로리콘 HOUSE』(ロリコンHOUSE)(산와 출판(三和出版))나 『시벨』의 후계 동인지 『아스케론』(アスケロン)(그룹 팅커벨(ぐるーぷティンカーベル))의 레귤러 작가로 됐다. 이때부터 데포르메계 소녀 만화풍의 스타일을 확립했고, 판타지 동시에 에로틱한 세계관으로 알려졌다. 주요 만화 작품집으로 『시마네코 메구미 몰 작품집―호시노하라 그림연극』(川猫めぐみ没作品集―星野原紙芝居)』(도라우마 쇼보(虎馬書房)·1983년)이나 『시마시마 BOOKS』(しましまBOOKS)(게이세이 출판(けいせい出版)·1986년)가 있다. 2008년에 공식 홈페이지를 개설했다. 병행해 잡지 판매나 음악 활동을 하는 등, 현재도 열심히 창작 활동을 하고 있다.
- 우미네코 가모메(海猫かもめ, うみねこ かもめ)

가즈나 게이(計奈恵)의 남동생이다. 도쿄 전력 사원이다. 잡지 『프티 판도라』(プチパンドラ)에서 집필했다. 히루코가미 겐(蛭児神建)은 친구에 해당한다.
※상기 인물 중 아즈마, 오키, 히루코가미, 니시나, 가즈나, 고노마, 도요시마, 모리노, 하야사카, 가와모토는 아즈마의 만화에서 서브 캐릭터로 때때로 등장한다.

### 자동 판매기 잡지 『소녀 앨리스』에서 '순문학 시리즈' 연재 개시
1979년 겨울에는 업계 최대 규모의 자판기 책 전문 출판사·앨리스 출판(アリス出版)의 간판 잡지 『소녀 앨리스』(少女アリス)의 가와모토 고지(川本耕次) 편집장(삼류 극화 붐·로리콘 붐의 주요 인물)으로부터 아즈마에게 '로리콘(미소녀) 작품을 그려주세요. 순문학 같은 거'라는 의뢰가 있었고, 상업지 첫 로리콘 만화 '순문학 시리즈'(純文学シリーズ)를 1980년 1월부터 1980년 9월까지 연재했다.
메이저 소년지·소녀지에서 활동하는 프로 만화가가 동인지 뿐만 아니라 '최저변의 에로틱 미디어'라고 불린 자판기 책에서 음란 만화를 발표하는 것은 당시로서도 전대 미문의 일이었다. 이러한 경위로 아즈마 히데오는 상업지·동인지 양쪽으로 로리콘 만화의 개척자로 여겨진다.

### 『시벨』의 폐간
곧 아즈마의 팬들은 아즈마의 신작을 얻기 위해 『소녀 앨리스』(少女アリス)(앨리스 출판(アリス出版))를 팔고 있는 자동 판매기를 찾고다니는 매니아가 속출했고, 동일하게 『시벨』도 줄 정리가 필요한 최대 규모의 벽 서클로 급성장했다. 애니메이션 잡지 『월간 OUT』(月刊OUT)(미노리 쇼보(みのり書房)) 1980년 12월호에 게재된 '아픈 사람을 위한 만화 고현학·제1회/롤리타 콤플렉스'(病気の人のためのマンガ考現学・第1回／ロリータ・コンプレックス)라는 기사에서는 코믹마켓 준비회 대표 요네자와 요시히로(米沢嘉博)가 '코믹마켓 등에서 발견하면 사둘 것. 오염도 90%이다'라고 하며 시벨을 거론하며, 그 이름을 애니메이션 팬에게 알리게 되는 계기가 되었다.
그러나 붐 때부터 차례차례 아즈마를 비롯해 참가자의 본직이 바빠졌고, 이에 더해 시벨을 추종하는 여러 로리콘 팬 대상 잡지도 나타나기 시작해 '해야할 것은 했다'라는 확신 아래 '코믹마켓 17'(1981년 4월 5일)에서 배포된 7호를 마지막으로 시벨은 폐간 선언을 했다. 더욱이 종간호의 행렬은 발매 전부터 100명 전후에 이르렀고이중에는 데뷔 전인 '모리야마 도'(森山塔)라고도 불리는 야마모토 나오키(山本直樹)도 서있었다는 일화가 있다.
코믹마켓 뿐만 아니라 다른 일반 분야에서도 로리콘 붐을 일으킨 시벨의 존재는 종간 후 바로 전설화됐다. 먼저 시미즈 가즈오(志水一夫, 하라 마루타(原丸太))가 '종간 반년도 안 되어 전설적인 존재로'라고 『퓨전 프로덕트』(ふゅーじょんぷろだくと) 1981년 10월호의 로리콘 특집 '롤리타 혹은 어떻게 해서 나는 정상적인 연애를 포기하고 미소녀를 사랑하기에 이르렀는가'(特集 ロリータあるいは如何にして私は正常な恋愛を放棄し美少女を愛するに至ったか)나 아니메주 증간 『애플 파이 미소녀 만화 대전집』(アップル・パイ 美少女まんが大全集)(1982년 3월)의 기고 기사 등에서 시벨을 소개했다. 이어서 요네자와 요시히로(米沢嘉博, 아지마 슌(阿島俊))이 『레몬 피플』(レモンピープル) 창간호 (1982년 2월호)부터 연재를 개시한 '동인지 이트세트러'(同人誌エトセトラ) 제1회에서 '지금은 신화로 된 환상의 시벨'이라고 시벨을 소개했다. 아즈마는 '요네자와 씨가 평론은 가득 써주셔서 저는 만화사에 이름이 남았습니다'라고 감사의 말을 전했다.
『시벨』 신화에 관해서 동인인 가즈나 게이(計奈恵)는 신주쿠 Naked Loft(新宿Naked Loft)의 토크 이벤트 '플레이백 '80년대~그때의 미소녀 만화의 이야기를 하자'(プレイバック’80年代〜あの頃の美少女漫画の話をしよう)(2016년 10월 30일) 출석 시, 동석자로부터 『먀짱 관능 사진집』(ミャアちゃん官能写真集)(아즈마 히데오가 1981년 여름 C18에서 배포한 전설적 동인지)의 이야기가 나왔을 때, 당시부터 이미 '전설의 시벨'로 다뤄지는 상황이었다고 말했고, '미소녀 만화의 여명기를 이야기한다'라는 취지의 이벤트였음에도 불구하고, 최고참인 가즈나는 동석자와의 대화에 전혀 따라갈 수 없었다고 쓴웃음을 지었다. 더욱이 가즈나는 아즈마 히데오 팬 장례식（2019년 11월 30일) 참가 시에도 '알고 있는 사람이 없었다'라고 말했고, 동인인 고노마 와호(孤ノ間和歩)와도 '확실히 아즈마 선생과 미소녀 동인지의 역사에 있었지만, 우리들 〔시벨 멤버〕는 중간 화석이네'라고 말했다. 또 오쓰카 에이지(大塚英志)도 '결국 그 후 『시벨』의 사람들보다 하나 아래 세대가 차차 나와, 그쪽이 더 에로틱함으로는 과격한 것을 그렸기에, 꽤나 『시벨』의 사람들은 그런 세대 사이에 끼여버린 듯한 부분이 있었다', '아즈마 히데오의 아래로 모인 창세기 로리콘/미소녀 만화를 그리는 사람들은 그 후에 해온 세대에 삼켜지는 형태로 페이드 아웃해 가지 않을 수 없었으나, 대체로 새로운 장르나 스타일의 맛있는 점은 2세대 정도 후에 온 한 무리가 전부 휩쓸고 가는 것이다'라고 말했고, 여명기의 로리콘 만화들이 중간 화석화하는 상황을 인정했다.

### 『시벨』·멤버의 이후
아즈마 히데오가 정형화한 로리콘 만화의 형식은 그 주변에 있던 동인 작가들에게 계승돼 확산됐다. 아즈마는 1979년 4월부터 1981년 8월까지의 약 2년간의 활동으로 동인지나 자판기 책이라는 언더그라운드 인디 매체를 통해 이후 만화 상황을 메이저·마이너를 따지지 않고 결정적으로 바꿨고, 이를 1980년대 이후의 오타쿠 문화로 이었다.
히루코가미 겐(蛭児神建)은 1980년부터 자신이 주재하는 '헨시쓰샤'(変質社)로 옮겼고, 극단주의 로리콘 문예지 『유녀 기호』(幼女嗜好)를 발행했다. 로리콘계의 교조적 존재로 코믹마켓에서 군림하고 있다. 그 이외의 멤버는 '그룹 601'(グループ601) '그룹 팅커벨'(ぐるーぷティンカーベル), 'STUDIO BAKI'로 나뉘어 시벨 종간 후에도 활동을 계속했다.
'그룹 601'은 『시벨』 전 편집장인 오키 유카오(沖由佳雄)가 주재하는 동인 서클로, 1981년 12월에 창간된 후속 동인지 『에피컬』(エピカル)에서는 『시벨』 출신 멤버(가즈나 게이(計奈恵), 고노마 와호(孤ノ間和歩), 미타카 고이치(三鷹公一), 도요시마 유사쿠(豊島ゆーさく), 니시나 소이치(仁科倉一))도 다수 참가했다. 그러나 그 후는 이합집산을 되풀이했고, 결국 의견의 차이 등으로 일부 초기 멤버가 분파·독립한 결과, 시벨 시대의 흔적은 형적도 없어졌다.
한편, '그룹 팅커벨'은 판타지 노선을 바탕으로 한 창작계 동인지 『아스케론』(アスケロン)이나 비평지 『아케론』(アーケロン)을 정기 간행했고, 오키 유카오, 도요시마 유사쿠, 가즈나 게이, 모리노 우사기, 시마네코 메구미(川猫めぐみ), 요시키 시노부(よしき志信), 게우케겐(毛羽毛現), 사에구사 준(さえぐさじゅん) 등이 원고를 기고했다.
모리노 우사기(森野うさぎ) 주재의 'STUDIO BAKI'는 후에 벽 서클로 되는 크리에이티브 집단 '스튜디오 어웨이크'(スタジオ・アオーク)로 발전했고, 자주 제작 애니메이션 『AWAKE』의 제작을 주축으로 그 자금을 벌기 위해 동인지 이외에 『만화 부릿코』(漫画ブリッコ)에 미디어믹스도 전개했으며, 제2차 로리콘 상업지 붐의 효시로 되었다.

## 서지 정보
| 호수           | 발행일          | 판형 | 인쇄 형태 | 페이지 수 | 정가  | 비고                                                                                 |
| -------------- | --------------- | ---- | --------- | --------- | ----- | ------------------------------------------------------------------------------------ |
| 창간호 (Vol.1) | 1979년 4월 8일  | B5   | 복사      | 26페이지  | 300엔 | 1979년 6월 15일에 제2판 간행. 마지막 항의 편집 후기, 본문 2개에 차이 존재.           |
| Vol.2          | 1979년 7월 27일 | B5   | 복사      | 46페이지  | 400엔 | 1980년 8월에 Vol.1의 일부를 합친 오프셋 제2판 간행.                                  |
| Vol.3          | 1979년 12월     | B5   | 오프셋    | 54페이지  | 300엔 | 이 호부터 완전 오프셋화.                                                             |
| Vol.4          | 1980년 5월      | B5   | 오프셋    | 46페이지  | 300엔 | 극화풍으로 그려진 게재 작품이 멤버 사이에서 논의됨.                                  |
| Vol.5          | 1980년 9월      | B5   | 오프셋    | 80페이지  | 400엔 | 게재의 애니메이션 패러디 만화가 호평을 받았다. 이 호부터 애니메이션 패러디가 늘었다. |
| Vol.6          | 1980년 12월     | B5   | 오프셋    | 82페이지  | 400엔 | '멤버 사이의 의견 차이가 작품 안에서' 표출되었다.                                    |
| Vol.7 (폐간)   | 1981년 4월      | B5   | 오프셋    | 108페이지 | 400엔 | '폐간 그 자체를 테마로 한 작품' 다수 존재.                                           |

- 이외에도 『프티 시벨』(プチ・シベール)(1981년 4월 발행 보충·번외편）,[96] 『애니벨』(アニベール)(1981년 4월 발행 애니메이션 패러디계 복사지),[97] 『화이트 시벨 Vol.10』(ホワイトシベール Vol.10)(1981년 12월 발행 B6판 포토북)，Vol.0(아즈마·오키 2명이서 1978년 가을에 작성한 한정 50부 복사지)[27]가 있다.

## 게재 정보
전부 무기력 프로덕션(無気力プロダクション)이 간행
ALICE(1977년~1978년)
무기력 프로가 아즈마 히데오의 애독자를 위해 무료로 우송했던 『시벨』의 전신지에 해당하는 복사 신문이다. 주필은 아즈마와 치프 어시스턴트인 오키 유카오(沖由佳雄)와 미조로기 고(みぞろぎ孝)이다. 더욱이 오키는 ALICE에서 '앨리스광, 로리콘, 전기(戰記) 매니아'(아즈마 왈 '군사 오타쿠이자 애니메이션 오타쿠이다. 오타쿠 덩어리 같은 녀석'이라고 했다.)를 자칭했으나, 당시는 '로리콘', '앨리콘'이라는 개념이 일반인들에게 보급되지 않았고, 독자로부터는 다니무라 신지의 포크 그룹 '앨리스'에 오키가 열중하고 있는 것이라고 착각을 받았다는 일화도 있다.
ALICE의 상세에 대해서는 『시벨』 창간 직전인 1979년 봄 때까지 무기력 프로에 드나들었던 아즈마 히데오 팬인 h-aoki가 운영하는 웹사이트 '아즈마 히데오 작품의 줄거리'(吾妻ひでお作品のあらすじ) 내 '무기력 프로에 대해'(無気力プロのこと) 항목을 참조. 아즈마가 ALICE에 게재한 만화 작품이나 커트 일러스트 등은 2016년 3월에 훗칸 닷컴(復刊ドットコム)에서 출판된 단행본 『원더 AZUMA HIDEO 랜드 2』(ワンダー・AZUMA HIDEO・ランド2)에 첫 수록됐다,

Vol.0 예고&원고 모집호(1978년 가을) 표지아즈마 히데오
- 아호라시(あほらしい, 아즈마 히데오) '닛헨의 미코짱 관능편'(日ヘンの美子ちゃん 官能編)
- 호화 현란 애니메이션계 미소녀 총출연(豪華絢爛アニメ界美少女総出演, 오키 유카오(沖由佳雄))

などという作品をだれか描いて下さい。あなたのアイドルをあなたの歯牙に!! ピピを! まゆを! 龍子を! ヒルダを! あなたの手で!!

등과 같은 작품을 누군가 그려주세요. 당신의 아이돌을 당신의 치아로!! 삐삐를! 마유를! 류코를! 힐다를! 당신의 손으로!!

- 시벨 발행에 대해(シベール発行に際して, 오키 유카오)

Vol.1(1979년 4월 8일 발행/코믹마켓 11) 속표지오키 유카오(沖由佳雄)
- 니시나 소이치(仁科蒼一) '색칠 공부'(ぬりえ)
- 오키 유카오(沖由佳雄) '미카사짱 위기 일발'(みかさちゃんききいっぱつ)(Vol.2 개정판에 재록)
- 이미지 일러스트 경작(イメージイラスト競作)
- 히루코가미 겐(蛭児神建) '잇꽃의 시간'(末摘花の時)
- 레오나르도 다 히데오(れおなるど・だ・ひでお, 아즈마 히데오) '빨간 모자 인 원더랜드'(赤ずきん・いん・わんだあらんど)
- 편집 후기

Vol.2(1979년 7월 27일 발행/코믹마켓 12) 속표지고노마 와호(孤ノ間和歩)
- 납치·메리아(らち・メリア, 고노마 와호(孤ノ間和歩)) '이상한 나라에서 이상한 나라로 온 이상한 나라의 작은 다람쥐 앨리스의 이상한 이상한 이야기'(不思議の国からフシギな国にやって来た不思議の国の小リスのアリスのふしぎなふしぎな物語)
- 오키 유카오 '미카사짱 위기 일발'(みかさちゃんききいっぱつ)(제2판만 게재)
- 다니 마네(谷真似, 가즈나 게이(計奈恵)) 'Me?'
- 히루코가미 겐 '로리콘 도서 리스트'(ロリコン図書リスト)(소설·사진집·화집 등)
- y·t(도요시마 유사쿠(豊島ゆーさく)） '여름의 하루'(夏の一日)
- 재 재버 워크(じゃ・じゃばあ・うおっく, 아즈마 히데오) '마이 타운'(マイ・タウン)
- 편집 후기
- 작가 소개

Vol.3(1979년 12월 발행/코믹마켓 13) 속표지고노마 와호
- 라루시타 유스케(羅留下有介, 오키 유카오) '야생 신님'(野良神様)
- 마카루나 루나(魔化留奈ルナ, 가즈나 게이) '라이브'(ライヴ)
- 온후 거사(怨訃居士) 'BLOODY.MARY'
- T.루나(T.ルナ) '갓 딴 신문'(もぎたて新聞)
- 아~침~ 저~녁 밤(あ〜さ〜・ゆ〜ばん, 고노마 와호) '아무도 모르시랜드 판타지'(だれもしランドファンタジー)
- 이누네코우사기자에몬(いぬねこうさぎざえもん, 도요시마 유사쿠) '엘레네아의 아이들'(エレネアの子ら)
- 뭔가 정말로 일러스트전(なんだかとってもイラスト展)
  - 라루시타 유스케(羅留下有介, 오키 유카오) '미소녀의 발라내는 방법'(美少女のおろし方)
  - 아~침~ 저~녁 밤(あ〜さ〜・ゆ〜ばん, 고노마 와호) '한 페이지의 헛소리'(いっぺえじのたわごと)
  - 마카루나 루나(魔化留奈ルナ, 가즈나 게이) '자는 방법'(ネるほうほう)
  - 이누네코우사기(いぬねこうさぎ, 도요시마 유사쿠) '너는 무엇을 보고 있는 걸까?'(君は何を見ているのかな?)
  - 이누네코우사기의 페이지(いぬねこうさぎのぺいじ) '텔레비전 애니메이션 캐릭터 룸'(てれびあにめきゃらくたあるうむ)(키카, 오차메, 템플짱, 사요짱, 하이디, 수)

- 모조 거북(にせ海がめ, 아즈마 히데오) '붉은 바람'(赤い風)
- 작가 앙케이트
- 후기(아즈마 히데오)

Vol.4(1980년 5월 발행/코믹마켓 14/카세트 부착) 속표지오키 유카오
- 목이 만가닥버섯(きくらげしめじ, 고노마 와호) '아무도 모르시랜드 판타지 2'(だれもしランドファンタジー2)
- 뿅뿅(ピョンピョン, 모리노 우사기(森野うさぎ)) '문 파티'(ムーンパーティー)
- 시벨·애니메이션 고찰 ACT.1(シベール・アニメ考 ACT.1)
  - 미소녀 애니메이션 셀 착취법(美少女アニメセル搾取法)
  - 애니메이션 미소녀들과 노는 법(アニメ美少女達と遊ぶ法)

- 어섬 드래곤(あっさむどらごん) '프랜틱 인베이션'(ふらんてぃっくいんべいしょん)
- 키베 르 네테카(キベ・ル・ネテカ) 'REMEDY FOR LOLITA COMPLEX 로리콘을 고치는 방법'(REMEDY FOR LOLITA COMPLEX ロリコンの治し方)
- 아루 바이진(夢売人, 가즈나 게이) '준 마네아'(ジュンマネア)(뱌쿠야 쇼보(白夜書房) 간행 『만화 부릿코』(漫画ブリッコ) 1984년 1월호에 재록)
- 프롬 마카오메라(ふろむ・まかおめら) '지하철 야화'(地下鉄夜話)
- 시카리스네즈미자에몬(しかりすねずみざえもん, 도요시마 유사쿠) '어머니의 피'(母さんの血)
- 그리폰(ぐりほん, 아즈마 히데오) '꿈의 소녀'(夢の少女)
- 후기(담당: 그리폰=아즈마 히데오)

Vol.5(1980년 9월 발행/코믹마켓 15/B4 포스터 부착) 속표지하야사카 미키(早坂未紀)
- 잭 펌프킨(じゃっく・ぱんぷきん, 하야사카 미키(早坂未紀)) '프리저'(フリーザ)
- 히사시 린겐(久輪言, 오키 유카오) '학원 무계장'(学園無稽帳)
- 우니호야나마코(うにほやなまこ, 고노마 와호) '플라토닉 솔저'(プラトニック ソルジャー)
- 미소녀 통신사(美少女通信社)
- 마돌라 호시(マドーラほしい, 모리노 우사기) '거울 안의 마리'(鏡の中のマリー)
- G. 클로버(G・クローバー) '시벨·애니메이션 고찰 액트 2'(シベール・アニメ考 あくと2)
- 이키나리바쿠(息鳴漠) '화성의 붉은 모래와 하얀 피부'(火星の赤い砂と白い肌)
- 리무진 알파(リムジン・アルファ) '비'(雨)
- 도낫토세이(堂納豆聖, 가즈나 게이?) '프롬 이너 스페이스 위드 러브'(ふろむ いんなあすぺぃす うぃず るぅあぶ)
- 시벨 아트 갤러리(シベールアートギャラリー)(도낫토세이·히로히로(ひろひろ)·훔볼트펭귄카모노호시자에몬아르마딜로(ふんぼるとぺんぎんかものほしざえもんあるまじろ)·마돌라 호시·히사시 린겐·잭 펌프킨·우니호야나마코)
- 훔볼트펭귄카모노호시자에몬아르마딜로(ふんぼるとぺんぎんかものほしざえもんあるまじろ, 도요시마 유사쿠) '일본의 TV 애니메이션 드라마의 유녀 캐릭터의 매력과 인기에 대해 약간의 극사적인 고찰'(我が国のTVアニメーションドラマにおける幼女キャラクターの魅力と人気についていささか極私的な考察)
- 도도(どーどー, 아즈마 히데오) '10월의 하늘'(10月の空)
- 후기(담당: 도도=아즈마 히데오)

Vol.6(1980년 12월 발행/코믹마켓 16) 속표지미타카 고이치(三鷹公一)
- 무보코후(無墓誇負, 미타카 고이치(三鷹公一)) '서유기 in wonder land'(西遊記 in wonder land)
- 덴마키 아라레(典薪霰, 모리노 우사기) '낙엽'(落葉)
- 슈 아이하라&유키짱(しゅうあいはら&ゆきちゃん, 가즈나 게이?) 'FOX HUNTING'
- I・C INC. 'the Bright Side Of the MOON'
- 주 아수라(濡亜樹羅) '물가에서…'(渚にて…)
- 마케르나 포피(マケルナ・ポピー) '시벨·애니메이션 고찰 ACT3: 코스튬'(シベール・アニメ考 ACT3：こすちゅーむ)
- 미도리노 오야마(みどりのおやま, 미도리사와 미유키(緑沢みゆき)?) '여명'(れいめい)
- 히와이데 야라시(鶸出矢嵐, 고노마 와호) '플라토닉 솔저는 어디로 갔냐'(プラトニック・ソルジャーはどこいった)
- 메메메코 네네네(めめめこねねね) (무제의 일러스트)
- 아이타 코차(亜炒孤茶) '아스탈 에고 슈베르'(アスタルエゴ・シュベール)
- 호케 몬(堡褻絞, 오키 유카오) '블루 트레인 이문'(ブルートレイン異聞)
- INUNECO USAGI & FL.PRO(도요시마 유사쿠) '펄 핑크 크리스마스'(ぱーるぴんく くりすます)
- 도도(どーどー, 아즈마 히데오) '마이너 스페이스 사사미 스트리트'(マイナースペース ササミストリート)
- 시벨 통신 판매 공지

Vol.7 종간호(1981년 4월 발행/코믹마켓 17) 속표지시마네코 메구미(川猫めぐみ)
- 클라리스(蔵栗鼠, 미타카 고이치) '서유기 in wonder land 2&3'(西遊記 in wonder land 2&3)
- 우미네코 가모메(海猫かもめ) 'Faiys meking love story.'
- 야마노 잇폰스기(山の一本杉) '흐르면'(流れたら)
- 후지노 야마이(藤野矢舞) '메디움 비 Part.2'(メデュウム 雨 Part.2)
- 아토무 우란(畦砥夢兎蘭, 모리노 우사기) '밀키♡핑크'(ミルキィ♡ピンク)
- ×××(시마네코 메구미(川猫めぐみ)) '네네네코 산의 하이디'(ねねねこ山のハイジ)(종간 그 자체를 주제로 한 작품)
- 미소녀 통신사(美少女通信社) '미소녀 통신'(びしょーじょつーしん)
- MORINO(모리노 우사기) 'KOEDA'(고에다짱(こえだちゃん)의 성적인 패러디)
- 갓파 페닉스(かっぱふえにっくす, 고노마 와호) '시벨의 별이구나 하고 생각하지 마'(シベールの星だなどと思うなよ)
- 타이반 헬미(タイバーン・ヘルミ, 오키 유카오) '액시던트 플라넷'(アクシデント プラネット)
- 사쿠마 신간(佐久間心眼) '자쿠와 소녀가'(ザクと少女が)
- 가테니 신세(糧丹新聖, 가즈나 게이?) '환상의 진해전'(幻の震駭戦)
- 러블리 사이 캣(らぶりい・ψ・きゃっつ, 도요시마 유사쿠) '남풍'(南風)
- 도도(どーどー, 아즈마 히데오) '망상의 소리(로리콘편)'(妄想のおと（ロリコン編）)(산문적으로 그려진 미소녀 일러스트집)
- 도도(どーどー, 아즈마 히데오) '소문'(うわさ)(시벨 작가진의 소문에 대해)
- 러블리 사이 캣(らぶりい・ψ・きゃっつ, 도요시마 유사쿠) '시베온'(シベオン)
- 파파라바(パパラパー, 고노마 와호) '시벨·만화 고찰'(シベール・マンガ考)(시끌별 녀석들의 라무 등)
- 편집 후기(종간의 공지)

Vol.8 프티 시벨(プチ・シベール)(1981년 4월 26일 발행) 속표지아즈마 히데오
통판으로 종간호를 희망했는데 사지 못한 사람들을 위해 만들었다는 일러스트집

Vol.9 애니벨(アニベール)(시벨 종료 기념 임시 특별 증간 창간 폐간호/1981년 5월호) 속표지도요시마 유사쿠(豊島ゆーさく)
『시벨』 폐간 시에 임시 증간으로 배포된 한정 50부 애니메이션 패러디계 복사지이다. 등장인물은 클라리스 드 칼리오스트로, 라나, 보코, 우란, 리즈, 가미키타 게이코, 노리마키 아라레, 챠오, 마돌라, 케나, 라라아 순, 카이코, 우라라, 앤지, 뷰티풀 타치바나, 산죠 레이카, 페리느 판다보아느, 앤 셜리, 마리아 프리드 등이다.
Vol.10 화이트 시벨(ホワイトシベール)(별책 특별판/1981년 12월 20일 발행) 속표지고노마 와호
아즈마 히데오를 제외한 『시벨』 동인들의 컬러 일러스트 45장으로 구성된 B6판 포토북이다. 발행 부수가 극단적으로 적고, 사가판에 가깝다. 발행인은 모리노 우사기(森野うさぎ)이다. 『시벨』과 다르게 표지가 흰색이기에 '흰 책'(白本), '흰 시벨'(白シベ) 등으로도 불린다.
먀짱 관능 사진집(ミャアちゃん官能写真集)(1981년 8월 발행/코믹마켓 18)
아즈마 히데오(아지마 시데오(あじましでお))가 20세기에 발행한 마지막 동인지이다. 1981년 8월 발행이다.아즈마의 만화 『스크랩 학원』(スクラップ学園)의 주인공·네코야마 미아(猫山美亜, 먀짱(ミャアちゃん))의 일러스트 등을 수록했다. 책 마지막에서는 오키 유카오(沖由佳雄), 고노마 와호(このま和歩), 모리노 우사기(森野うさぎ), 하야사카 미키(早坂未紀), 도요시마 유사쿠(豊島ゆーさく), 미타카 고이치(三鷹公一) 등이 일러스트를 기고했다. C18(81년 여름 코믹마켓)에서 1,600권을 6시간에 걸쳐 배포했다. 더욱이 당시 코믹마켓 참가자는 만 명 규모였으나, 하루 배포 부수는 여전히 깨지지 않고 있다. 속편으로 『먀짱 러브 월드―아즈마 히데오 일러스트집』(ミャアちゃんラブワールド―吾妻ひでおイラスト集)(아키타 쇼텐·1983년 7월)에 낸 Part.3이 있다.（Part.1의 후기에서 Part.2는 내지 않겠다고 했기에, Part.3로 뛴 것이다) 또 2차적저작물로 오키 유카오(沖由佳雄), 고노마 와호(このま和歩), 미타카 고이치(三鷹公一), 가즈나 게이(計奈恵), 지미모리오(ちみもりを) 등의 Part.2(24페이지 B5판 복사 합동지)가 C24(83년 여름 코믹마켓)에서 배포됐다.
동인지 『시벨』, 『롤리타』(ロリータ)에 게재된 아즈마 히데오 작품
| 작품명                                                              | 작품을 수록하고 있는 단행본 | 명의                                                                                       | 초출                   | 발표 날짜       | 발행처                                                                       |
| ------------------------------------------------------------------- | --- | ------------------------------------------------------------------------------------------ | ---------------------- | --------------- | ---------------------------------------------------------------------------- |
| 닛헨의 미코짱 관능편 (日ヘンの美子ちゃん 官能編)                    | 원더 AZUMA HIDEO 랜드 (ワンダー・AZUMA HIDEO・ランド) (2015년 훗칸 닷컴(復刊ドットコム)) | 아호라시(あほらしい)                                                                       | 시벨 Vol.0             | 1978년 가을     | 무기력 프로덕션 (無気力プロダクション)                                       |
| 빨간 모자 인 원더랜드 (赤ずきん・いん・わんだあらんど)              | 원더 AZUMA HIDEO 랜드 (ワンダー・AZUMA HIDEO・ランド) (2015년 훗칸 닷컴(復刊ドットコム)) | 레오나르도 다 히데오 (れおなるど・だ・ひでお) →레오나르도 다 자지 (れおなるど・だ・ちんぽ) | 시벨 Vol.1             | 1979년 4월 8일  | 무기력 프로덕션 (無気力プロダクション)                                       |
| 미소녀 제조 길잡이 (美少女製造の手引き)                             | KAWADE 유메무크(KAWADE 夢ムック) 분게이(文藝) 별책 ［총특집］ 아즈마 히데오([総特集] 吾妻ひでお)(2011년) 햇빛 -reissue-(陽射し -reissue-)(2018년)                                                             | 아지마 시데오(あじましでお)                                                                | 롤리타(ロリータ) Vol.1 | 1979년 4월 8일  | 앨리스 매니아 집단 (アリスマニア集団) 캐롤하우스 출판부 (キャロルハウス出版) |
| 마이 타운(マイ・タウン)                                             | 가짜 히데오 팔견전 (贋作ひでお八犬伝)(1985년 아키타 쇼텐) 방황하는 성년을 위한 아즈마 히데오 (さまよえる成年のための吾妻ひでお)(2013년) 햇빛 -reissue- (陽射し -reissue-)(2018년)                             | 재 재버 워크 (じゃ・じゃばあ・うおっく)                                                    | 시벨 Vol.2             | 1979년 7월 27일 | 무기력 프로덕션 (無気力プロダクション)                                       |
| 붉은 바람(赤い風)                                                   | 가짜 히데오 팔견전 (贋作ひでお八犬伝)(1985년 아키타 쇼텐) 방황하는 성년을 위한 아즈마 히데오 (さまよえる成年のための吾妻ひでお)(2013년) 햇빛 -reissue- (陽射し -reissue-)(2018년)                             | 모조 거북(にせ海がめ)                                                                      | 시벨 Vol.3             | 1979년 12월     | 무기력 프로덕션 (無気力プロダクション)                                       |
| 꿈의 소녀(夢の少女)                                                 | 가짜 히데오 팔견전 (贋作ひでお八犬伝)(1985년) 밤의 장막 안에서 (夜の帳の中で)(2006년) 방황하는 성년을 위한 아즈마 히데오 (さまよえる成年のための吾妻ひでお)(2013년) 햇빛 -reissue- (陽射し -reissue-)(2018년) | 그리폰(ぐりほん)                                                                           | 시벨 Vol.4             | 1980년 5월      | 무기력 프로덕션 (無気力プロダクション)                                       |
| 10월의 하늘(10月の空)                                               | 시월의 하늘 (十月の空)(1984년) 밤의 장막 안에서 (夜の帳の中で)(2006년) 햇빛 -reissue- (陽射し -reissue-)(2018년)                                                                                              | 도도(どーどー)                                                                             | 시벨 Vol.5             | 1980년 9월      | 무기력 프로덕션 (無気力プロダクション)                                       |
| 마이너 스페이스 사사미 스트리트 (マイナースペース ササミストリート) | - | 도도(どーどー)                                                                             | 시벨 Vol.6             | 1980년 12월     | 무기력 프로덕션 (無気力プロダクション)                                       |
| 망상의 소리(로리콘편) (妄想のおと（ロリコン編）)                    | 태양은 아직 떠오른다 (陽はまた昇る)(1985년 후타바샤) 밤의 장막 안에서 (夜の帳の中で)(2006년) 햇빛 -reissue- (陽射し -reissue-)(2018년)                                                                        | 도도(どーどー)                                                                             | 시벨 Vol.7             | 1981년 4월      | 무기력 프로덕션 (無気力プロダクション)                                       |
| 소문(うわさ)                                                        | - | 도도(どーどー)                                                                             | 시벨 Vol.7             | 1981년 4월      | 무기력 프로덕션 (無気力プロダクション)                                       |
| (일러스트만 2P)                                                     | 원더 AZUMA HIDEO 랜드 2 (ワンダー・AZUMA HIDEO・ランド2) (2016년 훗칸 닷컴(復刊ドットコム)) | 도도(どーどー)                                                                             | 프티 시벨              | 1981년 4월 26일 | 무기력 프로덕션 (無気力プロダクション)                                       |

## 참고 문헌

### 단행본·무크
- 히루코가미 겐(蛭児神建) 책임 편집·감수 『로리콘 대전집』(ロリコン大全集) 편집 발행: 군유샤 출판 주식회사(群雄社出版株式会社)/발매: 도시토세이카쓰샤(都市と生活社) 1982년 5월 31일[ab]
- 다카쿠와 쓰네히로(高桑常寿) + 퓨전 프로덕트(ふゅーじょんぷろだくと) 엮음 『로리콘 백서―로리콘 동인지 베스트 집성』(ロリコン白書―ロリコン同人誌ベスト集成) 편집 발행: 엔드리스 기획(エンドレス企画)/발매: 뱌쿠야 쇼보(白夜書房) 1982년 7월[ac]
- 별책 다카라지마(別冊宝島) 104 『오타쿠의 책』(おたくの本) JICC 출판국 1989년 12월
  - 쓰치모토 아리코(土本亜理子). “로리콘, 니지콘, 인형애―가공의 미소녀에게 맡겨진 공동 환상(ロリコン、二次コン、人形愛―架空の美少女に託された共同幻想)”. 《별책 다카라지마(別冊宝島)》 (JICC 출판국) 104: 102-115.
- 아즈마 히데오 『밤의 물고기』(夜の魚) 오타 출판(太田出版)(오타 COMICS 예술 만화 총서(太田COMICS 芸術漫画叢書)) 1992년 9월(담당자: 오쓰카 에이지(大塚英志))[120][ad]
- 다쓰미 출판(辰巳出版) 『동인 만화 대백과』(同人漫画大百科) 1992년 10월
  - 요네자와 요시히로(米沢嘉博); 모리노 우사기(森野うさぎ). “동인 만화가 인터뷰 모리노 우사기(同人漫画家インタビュー 森野うさぎ)”. 《동인 만화 대백과(同人漫画大百科)》: 114-117.
  - 요네자와 요시히로(米沢嘉博). “동인지의 역사(同人誌の歴史)”. 《동인 만화 대백과(同人漫画大百科)》: 122-127.
- KK 베스트셀러스(KKベストセラーズ) 『베스트 책 3 SEXY 코믹스 대전―만화로 '뽑는' 시대가 찾아왔다!』(ベストの本3 SEXYコミック大全―マンガで「抜く」時代がやってきた!) 1998년 8월
  - 요네자와 요시히로(米沢嘉博). “약사·에로틱과 만화의 은밀한 관계(略史・エロとマンガの密やかな関係)”. 《베스트 책(ベストの本)》 3: 22-27.
- 오쓰카 에이지(大塚英志) + 사사키바라 고(ササキバラ・ゴウ) 『교양으로의 〈만화·애니메이션〉』(教養としての〈まんが・アニメ〉) 고단샤 〈고단샤 겐다이신쇼〉(講談社現代新書) 2001년 5월
- 아즈마 히로키 편저 『망상 언론 F 개―포스트모던 오타쿠 섹슈얼리티』(網状言論F改―ポストモダン・オタク・セクシュアリティ) 세이도샤(青土社) 2003년 1월
  - 다케쿠마 겐타로(竹熊健太郎) '오타쿠 제1세대의 자기 분석―어디까지나 개인적 입장에서'(オタク第一世代の自己分析―あくまで個人的立場から)
- 사사키바라 고(ササキバラ・ゴウ) 『〈미소녀〉의 현대사―'모에'와 캐릭터』(〈美少女〉の現代史―「萌え」とキャラクター) 고단샤 〈고단샤 겐다이신쇼〉(講談社現代新書) 2004년 5월
- 요시다 마사타(吉田正高) 『이차원 미소녀론―오타쿠의 여신 창조사』(二次元美少女論―オタクの女神創造史) 후타미 쇼보(二見書房) 2004년 9월
- 아지마 슌(阿島俊) 『만화 동인지 이트세트러 '82~'98 상황론과 리뷰로 읽는 오타쿠사]]』(漫画同人誌エトセトラ'82〜'98 状況論とレビューで読むおたく史) 구보 쇼텐(久保書店) 2004년 9월[ae]
- 코믹마켓 준비회(コミックマーケット準備会) 『코믹마켓 30's 파일』(コミックマーケット30’sファイル) 세이린코게이샤(青林工藝舎) 2005년 7월[af]
- 히루코가미 겐(전)(蛭児神建（元）) 『출가 일기―어느 '오타쿠'의 생애』(出家日記―ある「おたく」の生涯) 가도카와 쇼텐 2005년 11월
- 요코타 무라카미 다카유키(ヨコタ村上孝之) (2006년 7월 15일). 《만화는 욕망한다(マンガは欲望する)》. 도쿄도: 지쿠마 쇼보(筑摩書房). ISBN 978-4480873514.
- 아즈마 히데오 『도망 일기』(逃亡日記) 니혼분게이샤(日本文芸社) 2007년 1월
- 난바 고지(難波功士) 『족의 계보학―유스 서브컬처스의 전후사』(族の系譜学―ユース・サブカルチャーズの戦後史) 세이큐샤(青弓社) 2007년 6월
- 가족기능연구소(家族機能研究所) 『어딕션과 가족 제25권 2호―일본 기벽 행동 학회지』(アディクションと家族 第25巻2号―日本嗜癖行動学会誌) 2008년 8월 pp.107-112[ag]
- 시모쓰키 다카나카(霜月たかなか) 『코믹마켓 창세기』(コミックマーケット創世記) 아사히 신문 출판(朝日新聞出版) 〈아사히 신쇼〉(朝日新書) 2008년 12월/아마존 킨들판 2013년 6월
- 요시모토 다이마쓰(吉本たいまつ) (2009년 2월 9일). 《오타쿠의 기원(おたくの起源)》. 도쿄도: NTT 출판(NTT出版). ISBN 978-4-75714-209-1.
- 다카쓰키 야스시(高月靖) (2009년 10월 7일). 《로리콘―일본의 소녀 기호자들과 그 세계(ロリコン―日本の少女嗜好者たちとその世界)》. 도쿄도: 바질리코(バジリコ). ISBN 978-4-86238-151-4.
- 요네자와 요시히로(米沢嘉博) 『전후 에로틱 만화사』(戦後エロマンガ史) 세이린코게이샤(青林工藝舎) 2010년 4월(담당자: 아사카와 미쓰히로(浅川満寛)
- KAWADE 유메무크(KAWADE夢ムック) 『분게이 별책 [총특집] 아즈마 히데오 미소녀·SF·부조리 개그 그리고 실종』(文藝別冊［総特集］吾妻ひでお 美少女・SF・不条理ギャグ、そして失踪) 가와데쇼보신샤(河出書房新社) 2011년 4월 30일
  - 아즈마 히데오. “아즈마 히데오 2만 5천자 롱 인터뷰 현대 일본적 미의식 '귀여운 에로틱'의 창조자(吾妻ひでお 2万5千字 ロングインタビュー 現代日本的美意識「かわいいエロ」の創造者)”. 《분게이 별책 [총특집] 아즈마 히데오(文藝別冊［総特集］吾妻ひでお)》: 10-44.
  - 아즈마 히데오; 야마모토 나오키(山本直樹). “리스펙트 대담: 아즈마 히데오×야마모토 나오키(リスペクト対談：吾妻ひでお×山本直樹)”. 《분게이 별책 [총특집] 아즈마 히데오(文藝別冊［総特集］吾妻ひでお)》: 138-154.
  - 모리카와 가이치로(森川嘉一郎). “아즈마 히데오는 어떻게 해서 '오타쿠 문화의 조상'으로 되었는가(吾妻ひでおはいかにして「おたく文化の祖」になったか)”. 《분게이 별책 [총특집] 아즈마 히데오(文藝別冊［総特集］吾妻ひでお)》: 179-186.[ah]
  - 오쓰카 에이지(大塚英志). “아즈마 히데오를 재차 '유통'시키는 이유(吾妻ひでおを再び「流通」させる理由)”. 《분게이 별책 [총특집] 아즈마 히데오(文藝別冊［総特集］吾妻ひでお)》: 192-195.
- 가와모토 고지(川本耕次) 『포르노 잡지의 쇼와사』(ポルノ雑誌の昭和史) 지쿠마 신쇼(ちくま新書) 2011년 10월[ai]
- 나가야마 가오루(永山薫) 『증보 에로 만화 스터디스 '쾌락 장치'로의 만화 입문』(増補 エロマンガ・スタディーズ「快楽装置」としての漫画入門) 지쿠마 쇼보(筑摩書房) 〈지쿠마 문고〉(ちくま文庫) 2014년 4월[aj]
  - “제1부 에로 만화 전사 제3장 미소녀계 에로 만화의 등장(第一部 エロマンガ全史 第三章 美少女系エロ漫画の登場)”: 81-123.
  - “제2부 사랑과 성의 다양한 형태 제1장 로리콘 만화(第二部 愛と性のさまざまなカタチ 第一章 ロリコン漫画)”: 128-159.
- 오코시 다카노부(おおこしたかのぶ) 『미소녀 만화 창세기 우리들의 80년대』(美少女マンガ創世記 ぼくたちの80年代) 도쿠마 쇼텐 2014년 9월
  - “Column*02 신세대에 따른 에로 만화의 약진(Column*02 新世代によるエロ漫画の躍進)”: 116-119.
- 아즈마 히데오 『원더 AZUMA HIDEO 랜드』(ワンダー・AZUMA HIDEO・ランド) 훗칸 닷컴(復刊ドットコム) 2015년 2월[ak]
- 후지와키 구니오(藤脇邦夫) (2015년 12월 30일). 《출판 어나더 사이드 어느 시작의 끝 1982-2015(出版アナザーサイド ある始まりの終わり 1982-2015)》. 도쿄도: 혼노잣시샤(本の雑誌社). ISBN 978-4-86011-280-6.
- 아즈마 히데오 『원더 AZUMA HIDEO 랜드 2』(ワンダー・AZUMA HIDEO・ランド2) 훗칸 닷컴(復刊ドットコム) 2016년 3월[al]
- 다케우치 오사무(竹内オサム)·니시하라 마리(西原麻里) 편저 『세계 문화 시리즈 별권 2 만화 문화 55의 키워드』(世界文化シリーズ別巻2 マンガ文化55のキーワード) 미네르바 쇼보(ミネルヴァ書房) 2016년 2월
- 오쓰카 에이지(大塚英志) 『'오타쿠'의 정신사 1980년대론』(「おたく」の精神史 一九八〇年代論) 세이카이샤 문고(星海社文庫) 2016년 3월(장정 그림: 하야사카 미키(早坂未紀))[am]
- 오쓰카 에이지(大塚英志) 『2층의 주인과 그 시대 전형기 서브컬처 사사』(二階の住人とその時代 転形期のサブカルチャー私史) 세이카이샤 문고(星海社文庫) 2016년 4월（장정 그림: 아즈마 히데오)[an]
- 기미 리토(稀見理都) 『에로 만화의 현장』(エロマンガノゲンバ) 산사이 북스(三才ブックス) 2016년 12월
- 기타다 아키히로(北田暁大) + 해체연(解体研) 『사회에 있어서 취미란 무엇인가 문화사회학의 방법 규준』(社会にとって趣味とは何か 文化社会学の方法規準) 가와데쇼보신샤(河出書房新社) 〈가와데 북스〉(河出ブックス) 2017년 3월
- 미야모토 나오키(宮本直毅) 『에로게 문화 연구 개론 증보 개정판』(エロゲー文化研究概論 増補改訂版) 종합과학출판(総合科学出版) 2017년 5월
- 기미 리토(稀見理都) (2017년 11월). “보유 2 "미소녀 코믹스"와 "에로 만화"의 차이(補遺2『美少女コミック』と『エロマンガ』の違い)”. 《에로 만화 표현사(エロマンガ表現史)》 (오타 출판(太田出版)): 360-362.
- 아즈마 히데오 『햇빛 -reissue-』(陽射し -reissue-) 훗칸 닷컴(復刊ドットコム) 2017년 11월[ao]

### 잡지
- 미노리 쇼보(みのり書房) 『월간 OUT』(月刊OUT) 1978년 8월호 '아즈마 히데오의 멜로 세계'(吾妻ひでおのメロウな世界)(담당자: 가와모토 고지(川本耕次) + 요네자와 요시히로(米沢嘉博))[125]
- 앨리스 출판(アリス出版) 『그루피』(グルーピー) 1980년 즈음(자판기책이기에 발행 날짜 기재 없음)[ap]
- 미노리 쇼보(みのり書房) 『월간 OUT』(月刊OUT) 1980년 12월호
  - 요네자와 요시히로(米沢嘉博) '아픈 사람을 위한 만화 고현학·제1회/롤리타 콤플렉스'(病気の人のためのマンガ考現学・第1回／ロリータコンプレックス)
- 라포트(ラポート) 『애니멕』(アニメック) 17호(1981년 4월) 특집 '"로"는 롤리타의 "로"'(“ろ”はロリータの“ろ”)[126]
- 라포트(ラポート) 『퓨전 프로덕트』(ふゅーじょんぷろだくと) 1981년 10월호 '특집/롤리타 혹은 어떻게 나는 정상적인 연애를 포기하고 미소녀를 사랑하기에 이르렀는가'(特集／ロリータあるいは如何にして私は正常な恋愛を放棄し美少女を愛するに至ったか)
  - 아즈마 히데오 + 다니구치 게이(谷口敬) + 노구치 마사유키(野口正之) + 히루코가미 겐(蛭児神建) + 하야사카 미키(早坂未紀) + 가와모토 고지(川本耕次) '로리콘 좌담회──로리콘의 길은 깊고 험하다'(ロリコン座談会──ロリコンの道は深くて険しいのだ)
  - 하라 마루타(原丸太) '로리콘 판타지란 무엇인가──그 과거·현재·미래 로리콘 동인지계 분포도의 시도'(ロリコンファンジンとは何か──その過去・現在・未来  ロリコン同人誌界分布図の試み)
  - 하라 마루타(原丸太) '시벨이란 무엇이었는가──이제는 손에 넣으려 해도 잘 되지 않는 환상의 『시벨』. 분함을 되새기는 팬도 많을 터. 그러나 그 내용으로 되면 의외로 알려지지 않았다.'(シベールとは何だったのか──もはや手に入れようとしてもままならぬ幻の『シベール』。無念の思いをかみしめているファンも多い筈。だがその中味となると意外と知られてない。)
- 월간 『다카라지마』(宝島) 임시 증간호 『만화 다카라지마』(マンガ宝島) JICC 출판국(JICC出版局) 1982년 3월
  - 기타자키 마사토(北崎正人) '삼류 극화 무브먼트·에로틱 극화 르네상스가 남긴 것'(三流劇画ムーブメント・エロ劇画ルネッサンスが残したもの)
  - 무라카미 도모히코(村上知彦) '뉴 코믹스파 선언 "뉴 웨이브"에서 "로리콘", "중도 정착 노선" 그리고 "뉴 코믹스"로(ニューコミック派宣言 “ニューウェーブ”から“ロリコン”“中道定着路線”、そして“ニューコミック”へ)
- 쇼가쿠칸 『GORO』 1982년 3월 11일호 '성숙한 여자를 사랑할 수 없는 로리콘 보이의 세계에서 너는 정말로 탈출하고 있는가'(成熟した女を愛せないロリコン・ボーイの世界からキミは本当に脱出しているか)
- 아니메주 증간 『애플 파이 미소녀 만화 대전집』(アップル・パイ 美少女まんが大全集) 도쿠마 쇼텐 1982년 3월
- 하라 마루타(原丸太). “로리콘 동인지 리뷰 환상의 『시벨』 전설로 시작하는 로리콘 동인지의 각성기를 거쳐 오늘날의 붐 도래까지를 로리콘 잡지 연구자·하라 마루타가 도큐먼트(ロリコン同人誌レビュー 幻の『シベール』伝説にはじまるロリコン同人誌の覚醒期を経て今日のブーム到来までをロリコン雑誌研究家・原丸太がドキュメント)”: 116-117.
- 미노리 쇼보(みのり書房) 『월간 OUT』(月刊OUT) 1982년 4월호
  - 요네자와 요시히로(米沢嘉博) '로리콘 붐에 항의한다'(ロリコンブームに物もうす)[aq]
- 도쿠마 쇼텐 『아니메주』 1982년 5월호
  - 아니메주 편집부 '여기까지 온 "로리콘" 붐. 그 최전선을 쫓다!'(ここまで来た『ロリコン』ブーム。その最前線を追う!)
- 우시오 출판사(潮出版社) 『우시오』(潮) 1982년 9월호
  - 이와타 가오루(岩田薫) '대학생을 덮은 로리콘 증후군'(大学生をおおうロリコン症候群)
- 선데이샤(サンデー社) 『Mr.Dandy』 1982년 11월호(No.129)
  - 메카타 가이리(目方海里) '로리콘 만화·붐의 뒤에 숨은 현대 사회의 억압된 성'(ロリコンマンガ・ブームの裏に潜む現代社会の抑圧された性)
- 쓰쿠루 출판(創出版) 『쓰쿠루』(創) 1982년 12월호
  - 다카토리 에이(高取英). “젊은이를 덮은 "로리콘 붐"의 중심 인물(若者を覆う“ロリコンブーム”の仕掛人)”. 《쓰쿠루(創)》 (쓰쿠루 출판(創出版)). 1982년 12월호: 140-147.
- 아사히 신문사 『아사히 저널』(朝日ジャーナル) 1984년 5월 14일호
  - 요네자와 요시히로(米沢嘉博) '『미소녀』들을 주인공으로 한 로리콘 붐은 지금 동인 만화지의 세계에서 대성황이다. 『레몬 피플』을 필두로 동인지적 계·월간지, 단행본이 이전의 『가로』, 『COM』과 같은 기세이다'(『美少女』たちを主人公にしたロリコンブームは、いま同人マンガ誌の世界で大盛況だ。『レモンピープル』を筆頭に同人誌的な季・月刊誌、単行本が、かつての『ガロ』『COM』のような勢いなのだ)
- 퓨전 프로덕트(ふゅーじょんぷろだくと) 『COMIC BOX Jr.』 1984년 12월호 '특집/롤리타 신드롬'(特集／ロリータ・シンドローム)
  - 이와시미즈 료(石清水了) 외 '마루 밑 방담: 그로부터의 로리콘 그로부터의 팬 대상 잡지'(床下放談：それからのロリコン それからのファンジン)
- 니혼출판사(日本出版社) 『레몬 클럽』(レモンクラブ) 1990년 12월호~1991년 7월호
  - 이케모토 고이치(池本浩一) '그리운 업계 다툼사─대마신·히루코가미 겐의 분노'(なつかしの業界ケンカ史─大魔神・蛭児神建の怒り)
- 니혼출판사(日本出版社) 『레몬 클럽』(レモンクラブ) 1991년 8월호~1991년 12월호
  - 이케모토 고이치(池本浩一) '그리운 업계 다툼사─부릿코 성쇠기'(なつかしの業界ケンカ史─ブリッコ盛衰記)
- 다카라지마 30(宝島30) 편집부 + 도쿄 공사(東京公司) 『다카라지마 30』(宝島30) 1994년 9월호, 다카라지마샤(宝島社), 1994년 9월 8일.
  - 아오야마 마사아키(青山正明); 시미즈 가즈오(志水一夫); 사이타 이시야(斉田石也). “수험과 여권과 롤리타 문화(受験と女権とロリータ文化)”. 《다카라지마 30(宝島30)》. 1994년 9월호: 138-145.
  - 아오야마 마사아키(青山正明). “롤리타를 둘러싼 모험(ロリータをめぐる冒険)”. 《다카라지마 30(宝島30)》. 1994년 9월호: 164-168.
- 파르코 출판(パルコ出版) 『유행 관측 아크로스』(流行観測アクロス) 1996년 9월호
  - 다케쿠마 겐타로(竹熊健太郎)×오카다 도시오 '오타쿠·서브컬처 대방담 (4) 오타쿠 최대의 금기에 달하는 오타쿠 섹스란?'(オタク・サブカル大放談(4) オタク最大のタブーに迫る オタクセックスとは?)
- 오쓰카 에이지(大塚英志). “나와 미야자키 쓰토무의 '80년대 제10회 마초인 것의 행방(ぼくと宮崎勤の'80年代 第10回 マッチョなものの行方)”. 《제군!(諸君!)》 (분게이슌주). 1998년 7월호: 234-239.
- 오쓰카 에이지(大塚英志); 아즈마 히데오 (2005년 2월). “아즈마 히데오 인터뷰 이번에 나갈 때는 "나갑니다!"라 말한 뒤 가겠습니다──무뢰파 작가가 쓴 소설, 방랑 시인이 엮은 시집, 파멸파 만화가가 그린 만화 그 자체를 정말로 살아버린 사람, 아즈마 히데오. 본인이 말하는 누구의 것도 아닌 인생.(吾妻ひでおインタビュー 今度出て行くときは『出て行きます!』って言ってからにします──無頼派の作家が書いた小説、放浪の詩人が編んだ詩集、破滅派のまんが家が描いたまんがそのものを、本当に生きてしまった人、吾妻ひでお。本人が語る、誰のものでもない人生。)”. 《Comic 신현실(Comic新現実)》 (가도카와 쇼텐) 3: 10-22.
- 오쓰카 에이지(大塚英志) (2005년 2월). “아즈마 히데오가 있는 장소(吾妻ひでおのいる場所)”. 《Comic 신현실(Comic新現実)》 (가도카와 쇼텐) 3: 96-97.
- 오쓰카 에이지(大塚英志) (2005년 4월). “특집·진설 오타쿠의 정신사―해제(特集・真説おたくの精神史―解題)”. 《Comic 신현실(Comic新現実)》 (가도카와 쇼텐) 4: 76-77.

### 논문
- 기노시타 신이치(木下信一) 『일본의 서브컬처의 《루이스 캐롤＝롤리타 콤플렉스》상의 정착사』(日本のサブカルチャーにおける《ルイス・キャロル＝ロリータ・コンプレックス》像の定着史) 일본 루이스 캐롤 협회편(日本ルイス・キャロル協会編) 『Mischmasch』Vol.7, pp.74-95, 2004년.[ar]

이치노세 겐타(一ノ瀬健太) (2015). 《클라리스 크라이시스─왜 일본에서 로리콘 문화가 꽃을 피웠는가?─(クラリス・クライシス ─なぜ日本でロリコン文化が花開いたのか?─)》 (PDF) (학위논문). 도쿄 예술대학. 1-113쪽.
- 마크 맥렐런드(Mark McLelland) 엮음 『멋진 일본의 종말―일본 대중문화에 대한 윤리적, 법적 그리고 문화적 도전』(The End of Cool Japan―Ethical, Legal, and Cultural Challenges to Japanese Popular Culture) 라우틀리지 2016년 8월
  - 패트릭 W. 갤브레이스(Patrick W. Galbraith) '"로리콘"―일본에서 인기 없는 주제를 연구하는 몇 가지 관찰'(“The Lolicon guy”―some observations on researching unpopular topics in Japan)[as]

### 동인지
- 무기력 프로덕션 내 시벨 편집부 『시벨』 Vol.1-7(1979년 4월-1981년 4월)
- 만화의 수첩 사무국 『만화의 수첩』(漫画の手帖) 3호(1981년 2월)
- 만화의 수첩 사무국 『만화의 수첩』(漫画の手帖) 4호(1981년 6월) ※『시벨』 폐간을 전하는 소기사가 14페이지에 게재됐다.
- 모치즈키 도모미(望月智充) 엮음 『별책 애니컴 소녀 애호가를 위해』(別冊アニコム 少女愛好家のために) 와세다 대학 애니메이션 동호회 1981년 10월
  - 오마타 마코토(小俣誠) + 사노 구니히코(佐野邦彦) '이렇게 해서 나는 동인지했다──아즈마 히데오·다카하시 요스케·다카하시 루미코·동인지 작품 카탈로그'(こうして私は同人誌した──吾妻ひでお・高橋葉介・高橋留美子・同人誌作品カタログ)
- 미도리사와 미유키(緑沢みゆき)·고노마 와호(このま和歩) 외 『덴덴 무스메』(でんでんむすめ) 고노마 와호 FC(このま和歩FC) 1982년 11월[at]
- 요네자와 에이코(米澤英子) 외 『요네자와 요시히로에게 꽃다발을』(米澤嘉博に花束を) 도라우마 쇼보(虎馬書房) 2007년 8월
- Up-Beat Underground 『그리운 동인지: 향수 동인지 전문 매거진』(懐かしの同人誌：郷愁同人誌専門マガジン) VOLUME.1(70년대~1985년 수집 기록) 2008년 5월
- 미구조(みぐぞう) 『크림레몬 독책』(くりいむレモン毒本) 하나 디스코(華ディスコ) 2017년 11월
- 만화의 수첩 사무국 『만화의 수첩』(漫画の手帖) 79호(2020년 4월)
- 후루마(降間) 『로리콘 붐의 뒤를 쫓아서』(ロリコンブームの後を追って) 안코쿠쿄텐쓰키(暗黒拠点月) 2020년 8월 초판/2021년 6월 증보 개정판[au]
- 시로네 고마(白根こま) 『현대 동물귀 연구 VOL.1~2』(現代獣耳研究 VOL.1〜2) S네코 출판부(猫出版部) 2020년 8월[av]

### 웹사이트
- 마테오 와츠키(Matteo Watzky) (2021년 4월 17일). “로리콘에서 모에로: 미소녀의 모험(ロリコンから萌えへ：美少女の冒険)” (영어). Full Frontal. |출판사=에 외부 링크가 있음 (도움말)
- 하야사카 미키의 세계 '1970년대의 자료'(早坂未紀の世界「1970年代の資料」) - 웨이백 머신 (보관됨 2019-03-30)
- 하야사카 미키의 세계 '1980년대의 자료'(早坂未紀の世界「1980年代の資料」) - 웨이백 머신 (보관됨 2019-03-30)
- 가와모토 고지(&다케쿠마 겐타로) 토크 이벤트(2011년 05월 21일)(川本耕次（&竹熊健太郎）トークイベント（2011年05月21日）) - 구라타 와타루의 폐허 통신(倉田わたるの廃墟通信)
- SF와 미소녀의 계절(SFと美少女の季節)(아즈마 히데오와 가와모토 고지의 관련 연표) - 메이지 대학 요네자와 요시히로 기념 도서관(米沢嘉博記念図書館)
- 오키 유카오(沖由佳雄) + KAZUNA(가즈나 게이(計奈恵)) 토크 이벤트 '『시벨』 시기'(『シベール』の頃) - 메이지 대학 요네자와 요시히로 기념 도서관(米沢嘉博記念図書館)
- 아즈마 히데오 미소녀 실험실/아즈마 히데오 매니악스(吾妻ひでお美少女実験室 / 吾妻ひでおマニアックス) - 메이지 대학 박물관(明治大学博物館)
- 토크 이벤트 '『시벨』 시기'(トークイベント「『シベール』のころ」) - 다마히메 β판(タマヒメβ版) 2011년 2월 20일
- 요시다 마사타카(吉田正高) (2008년 1월 20일). “코믹마켓 73 카탈로그 출장판 '전후 콘텐츠 문화의 발전으로 보는 코믹마켓의 의의―그 1'(コミケ73カタログ出張版「戦後コンテンツ文化の発展にみるコミックマーケットの意義―その1」)”. AIDE 신문(AIDE新聞)(교신 인쇄(共信印刷) Web 사업부).
- 도리야마 진(鳥山仁) (2008년 3월 20일). “아동 포르노 Q&A (2) 어째서 일본에서는 실사보다도 만화·애니메이션 작품의 영향력이 강했을까요?(児童ポルノQ&A（2）どうして、日本では実写よりも漫画・アニメ作品の影響力が強かったのでしょうか?)”. 임금님을 원했던 개구리(王様を欲しがったカエル).
- 바루보라(ばるぼら) (2008년 10월 19일). “어느 편집자가 남긴 일과 그 광적 천재 편집자! 아오야마 마사아키의 세계 제30회 로리콘의 아오야마 마사아키(1)(ある編集者の遺した仕事とその光跡 天災編集者!青山正明の世界 第30回 ロリコンにおける青山正明（1）)”. WEB 스나이퍼(WEBスナイパー)(다이요 도서(大洋図書) Web 사업부).
- 바루보라(ばるぼら) (2008년 10월 26일). “어느 편집자가 남긴 일과 그 광적 천재 편집자! 아오야마 마사아키의 세계 제30회 로리콘의 아오야마 마사아키(2)(ある編集者の遺した仕事とその光跡 天災編集者!青山正明の世界 第30回 ロリコンにおける青山正明（2）)”. WEB 스나이퍼(WEBスナイパー)(다이요 도서(大洋図書) Web 사업부).
- 구로사와 데쓰야(黒沢哲也) (2013년 1월). “데즈카 만화 그날 그때 제26회: 데즈카 모에의 이색작 『프라임 로즈』의 시대!!(手塚マンガあの日あの時 第26回：手塚萌えの異色作『プライムローズ』の時代!!)”. 『무신보』(虫ん坊) 2013년 1월호(데즈카 프로덕션 Web 사업부).
- 요네자와 요시히로의 일: 잠정판─소녀 만화 관계를 중심으로/발행처별 [잡지 게재 상황 조사 미노리 쇼보(米沢嘉博の仕事：暫定版─少女漫画関係を中心に／版元別［雑誌掲載状況調べ］みのり書房)]
- 나가야마 가오루(永山薫) (2010년 8월 21일). “80년대 초기 로리콘 만화지의 시대−SF와 미소녀에서 에로틱 만화로의 변천을 더듬어(80年代初期ロリコン漫画誌の時代−SFと美少女からエロ漫画への変遷を辿って)”. WEB 스나이퍼(WEBスナイパー)(다이요 도서(大洋図書) Web 사업부).
- 히루마 다카시(昼間たかし) (2012년 11월 8일). “히루마 다카시의 100명 밖에 모르는 책 천 권 10권 로리콘은 역시 영원히 로리콘이었……나?『개정판 로리콘 대전집』(昼間たかしの100人にしかわからない本千冊 10冊目 ロリコンはやっぱり永遠にロリコンだった……のか?『改訂版 ロリコン大全集』)”. 닛칸 사이조(日刊サイゾー)(사이조(サイゾー) Web 사업부).
- 기자와 사토시(木澤佐登志) (2013년 10월 26일). “세간에서는 아즈마 히데오를 이른바 '오타쿠 컬처' 혹은 '모에'의 시조로 여기는 경향이 있는 듯하나…(世間では吾妻ひでおを所謂「オタクカルチャー」または「萌え」の始祖とする向きがあるようだが…)”. Mal d’archive.
- 다마고 마고(たまごまご) (2015년 1월 16일). “로리콘의 원점은 루팡 3세였다? 미야자키 하야오가 생각하는 로리콘이란(ロリコンの原点はルパン三世だった? 宮崎駿が考えるロリコンとは)”. 익사이트 리뷰(エキサイトレビュー).
- 사노 구니히코(佐野邦彦) (2017년 2월 26일). “VANDA 이전에 만화와 애니메이션의 미니 코믹스 『만화의 수첩』을 만들어 확대해간 히스토리. 휴학하면서 수집, 전매로 생활한 3년이나, 신진기예였던 만화가들의 에피소드, 무명의 미야자키 하야오가 평가되는 과정 등 70~90년대의 추억입니다.(VANDA以前にマンガとアニメのミニコミ『漫画の手帖』を作り拡大していくヒストリー。休学しながら収集、転売で暮らした3年や、新進気鋭だったマンガ家達のエピソード、無名の宮崎駿が評価される過程など70~90年代の思い出です。)”. Web VANDA.
- 가와모토 고지(川本耕次) (2018년 11월 25일). “수상한 편집자(怪しい編集者)”. 넷게릴라(ネットゲリラ).[깨진 링크(과거 내용 찾기)]
- 가와모토 고지(川本耕次) (2019년 10월 21일). “대표작은 가스점의 가스공(代表作はガス屋のガス公)”. 넷게릴라(ネットゲリラ). 2021년 12월 16일에 원본 문서에서 보존된 문서. 2025년 3월 2일에 확인함.
- 동인 용어의 기초 지식/로리콘지에 대해서(同人用語の基礎知識 / ロリコン誌について) - 파라다이스☆아~미(ぱらだいす☆あ〜み)
- 1980년대의 에로틱 만화(성년지)(1980年代のエロ漫画（成年誌）) - 메가네의 전당(メガネの殿堂)
- 1980년대의 에로틱 만화(소년지)(1980年代のエロ漫画（少年誌）) - 메가네의 전당(メガネの殿堂)
- 무기력 프로에 대해(無気力プロのこと) - 아즈마 히데오 작품의 줄거리(吾妻ひでお作品のあらすじ)
- 영화 『시벨의 일요일』 등(映画『シベールの日曜日』など) - 아즈마 히데오 작품의 줄거리(吾妻ひでお作品のあらすじ)
- 소녀 앨리스 게재 작품군(少女アリス掲載の作品群) - 아즈마 히데오 작품의 줄거리(吾妻ひでお作品のあらすじ)

### 내용주
1. ↑  참고: 무기력 프로덕션에 대해. 본래 아즈마 히데오는 저혈압으로 '필요에 부닥치지 않으면 아무것도 하지 않고 뒹굴고 있는 무기력 체질'이라는 것이 이름의 유래이다.[1]
2. ↑  당시 『시벨』에 아즈마 히데오가 관여한 것은 암묵적 양해로 인식됐다.[5]
3. ↑  소장 기관은 메이지 대학 요네자와 요시히로 기념 도서관(米沢嘉博記念図書館) 뿐이다. Vol.1, 2, 3, 4, 6의 총 5권을 폐가 소장하고 있다.(일반／1개월 회원만 청구 가능)
4. ↑  현재는 신도샤(伸童舎)에 보관돼있다.[10]
5. ↑  코믹마켓은 당초 '참가자의 9할이 소녀 만화 팬인 여고생'이었으나 로리콘 동인지의 등장으로 1981년 즈음에는 '참가자의 과반수를 남성이 점하게' 되었다.[12]
6. ↑  C1의 실질적인 주최자였던 만화 비평 집단 '미궁'75'(迷宮'75)가 발행한 동인지 『만화 신비평 대계』(漫画新批評大系)에서 연재된 하라다 데루오(原田央男)의 2차적저작물이다.
7. ↑  '야오이'라는 말은 1970년대 말, 사카타 야스코(坂田靖子)에 의해 동인지 『러블리』(ラブリ) 안에서 자조적으로 사용된 것을 시작으로 퍼지게 되었다.[21] '야오이'는 '갈등도 결말도 의미도 없다'(ヤマなし、オチなし、意味なし, 야마나시, 오치나시, 이미나시)의 두문자어로, 애니메이션 패러디나 BL 등의 원류이기도 하다.
8. ↑  오타구 산업 회관(大田区産業会館)에서 개최됐다.
9. ↑  아즈마의 1페이지 만화 '미소녀 제조 길잡이'(美少女製造の手引き)가 기고돼있다.
10. ↑  창간 당시의 일화로, 창간호를 낸 후, 사정을 모르는 아즈마 팬이 독자 모임에서 시벨을 지참해와 '이거, 선생님 거와 꼭 닮았어요'라고 굳이 씃코미를 걸었다고 하나, 아즈마는 '정말로 닮았네. 꽤 잘하잖아'라고 무마했다고 했다.[33]
11. ↑  힐다콘(ヒルダコン)이란 요네자와 요시히로(米沢嘉博)의 조어로, 미야자키 하야오나 다카하타 이사오 등이 참가한 도에이 영화의 극장용 애니메이션 『태양의 왕자 호루스의 대모험』(1968년)에 등장하는 힐다(ヒルダ)라는 미소녀 캐릭터의 열광적인 애호가(이른바 2차원 콤플렉스)를 가리킨다. 힐다콘임과 동시에 '로리콘'이라는 말을 만화계에서 처음 소개했다고 알려진 와다 신지(和田慎二)는 만화 잡지의 난외에 있는 작가 소개 공간이나 작중의 배경 캐릭터에도 힐다를 그리거나, 아라비아가 무대인 작품 『불꽃의 검』(炎の剣)의 히로인으로 '힐디아스'(ヒルディアス)라는 (아라비아답지 않은) 이름을 붙이거나 하였다.
12. ↑  이 흐름은 90년대 후반을 경계로 끊어졌다. 당시 코믹마켓은 게모노 취미의 서클도 거의 없었고 현재의 게모노계와는 큰 차이가 있다.
13. ↑  http://www.usagimix.com/
14. ↑  포크 음악 중 연인의 가난한 생활(다다미 넉 장 반 정도의 2.25평 방에서 동거하는 등)의 순정적 내용을 중심으로 한 것
15. ↑  http://shimanekomegumi.web.fc2.com/
16. ↑  비평 집단 '미궁'(迷宮) 동인이다. 미노리 쇼보(みのり書房) 『Peke』, 『관능 극화』(官能劇画) 전 편집장이고, 앨리스 출판(アリス出版) 『소녀 앨리스』(少女アリス) 편집장이며, 군유샤 출판(群雄社出版) 『로리콘 대전집』(ロリコン大全集) 편집인이다. 아즈마 히데오의 만화 『미미』(美美), 『브랫 버니』(ぶらっとバニー), 『스크랩 학원』(スクラップ学園), 『신기한 땅콩』(不思議ななんきん豆), 『인의 없는 검은 태양 로리콘편』(仁義なき黒い太陽 ロリコン編) 등에서 등장하는 '편집자'의 모델로 되었다.
17. ↑  요네자와 요시히로(米沢嘉博)가 '아지마 슌'(阿島俊) 명의로 『레몬 피플』(レモンピープル) 창간호 (1982년 2월호)부터 휴간호(1998년 11월호)까지 18년간에 걸쳐 총 187회 연재한 동인지 소개 기사이다. 창간 당초의 제목은 '로리콘 동인지 픽업'(ロリコン同人誌ピックアップ)이었다. 1982년 12월호의 리뉴얼로 '동인지 이트세트러'(同人誌エトセトラ)로 제목을 바꿨다. 잡지의 성격상 남성향 작품을 중심으로 하면서 전 장르를 대상으로 해 때로는 만화 동인지의 역사까지도 언급했다. 휴간으로부터 6년 후인 2004년 9월, 구보 쇼텐(久保書店)에서 350페이지를 넘는 저서 『만화 동인지 이트세트러 '82~'98』(漫画同人誌エトセトラ'82〜'98)로 단행본화되었다.
18. ↑  http://www.burikko.net/people/awake02.html
19. ↑  앨리스에서 따온 것으로 의미는 7세~12세 정도의 소녀를 좋아하는 사람 즉, 로리콘과 거의 동일하다
20. ↑  아즈마가 '레오나르도 다 히데오'(れおなるど・だ・ひでお) 명의(제2판에서는 '레오나르도 다 자지'(れおなるど・だ・ちんぽ) 명의)[80]로 발표한 '빨간 모자 인 원더랜드'(赤ずきん・いん・わんだあらんど)는 단행본 미수록인 채(종이 매체 이외로는 『아즈마 히데오 CD-ROM WORLD』(吾妻ひでお CD-ROM WORLD)(아스키(アスキー)·1995년)에 전자 파일로 수록된 적이 있다)였으나, 훗칸 닷컴(復刊ドットコム)에서 2015년에 출판된 『원더 AZUMA HIDEO 랜드』(ワンダー・AZUMA HIDEO・ランド)에서 첫 수록됐다.[104]
21. ↑  『백설 공주』의 패러디 만화. 텔레비전 애니메이션 『여왕폐하 쁘띠안제』의 패러디 커트도 일부 존재.
22. ↑  유녀간의 백합 만화이다. 로리 레즈의 선구적 작품으로 여겨진다.
23. ↑  남매의 근친상간을 극화풍으로 울적하게 그린 것으로 멤버 사이에서 '의견의 차이'를 부른 문제작이다.[93][94][105]
24. ↑  애니메이션 『기동전사 건담』에 등장하는 키카 기타모토(キッカ・キタモト) 등의 유녀 캐릭터를 뒤섞은 무대 뒤 결말 만화. 코믹마켓 준비회는 작가인 도요시마 유사쿠에 대해 '페도필리아이자 짐승인 사람. 본인은 지극히 성실한 사람이나, 한 번 아 바오아 쿠 부근에 이성을 두고 잊어, 틀을 벗어난 패러디의 파괴력은 굉장해, 오키 씨가 갯민숭달팽이로 될 정도'라고 평가했다.[106][107]
25. ↑  공지문에 '감상을 보내주신 분에게는 추첨으로 희망하시는 미소녀를 시벨해드리겠습니다〔주·희망하시는 애니메이션·만화의 캐릭터를 지정해주십시오〕'라고 적어 '시벨하다'(シベールする)라는 말도 유행했다.[95][79]
26. ↑  즉흥 엣세이 플러스 시벨 가십. '코믹마켓은 결국 음란 서적 즉매회로 될 것을 나는 예언한다'라는 암시적인 문장이 있다.
27. ↑  『먀짱 관능 사진집 Part.3』(ミャアちゃん官能写真集 Part.3)은 훗칸 닷컴(復刊ドットコム)판 『스크랩 학원』(スクラップ学園) 하권(下卷)에서도 재수록되어있다.（Part.1은 상권에 재록)
28. ↑  아즈마 히데오, 우치야마 아키(内山亜紀), 요네자와 요시히로(米沢嘉博), 히루코가미 겐(蛭児神建), 다카토리 에이(高取英), 다니구치 게이(谷口敬), 스기우라 히나코(杉浦日向子), 사베아 노마(さべあのま), 하야사카 미키(早坂未紀), 아오야마 마사아키(青山正明), 곤도 마사요시(近藤昌良), 고노마 와호(孤ノ間和歩), 센노 나이프(千之ナイフ), 아카이 다카미 등 다채로운 인재가 모인 로리콘 붐의 집대성 책. 초판 2만 3천 부는 완매했고, 1982년 말까지 4만 부를 발행했다.[115] 해당 책은 히루코가미 겐이 책임 편집·감수라는 명목이나, 실질적으로는 군유샤(群雄社)의 가와모토 고지(川本耕次)와 오가타 겐지로(緒方源次郎, 오가타 가쓰히로(小形克宏))에 의해 편집됐다.[116][117][118] 주로 소녀 사진이나 코믹스 외에, 로리콘 용어의 기초 지식（요네자와 요시히로(米沢嘉博)), 여고생 좌담회, 소녀애의 사회학·고현학을 다각적으로 분석한 평론 등이 게재돼있다. 부록에 로리 팝 패션 돌, 로리로리 스티커, 로리콘 카세트 라벨, 히루코가미의 동인지 『유녀 기호』(幼女嗜好) 출장판이 부착됐다. 아즈마가 기고한 『인의 없는 검은 태양 로리콘편』(仁義なき黒い太陽 ロリコン篇)은 미소녀가 일체 등장하지 않고,[119] 1982년 당시 로리콘 만화계의 제상을 야쿠자 영화풍의 파스티슈라는 형태로 그려낸 작품이다.(가와데쇼보신샤(河出書房新社) 간행 『포스트 비리얼충 시대를 위한 아즈마 히데오』(ポスト非リア充時代のための吾妻ひでお)에 재록)[116]
29. ↑  퓨전 프로덕트 편집부(ふゅーじょんぷろだくと編集部) '파워의 시대'(パワーの時代)(협력: 시미즈 가즈오(志水一夫))
30. ↑  아즈마 히데오의 사소설적 작품집. 자판기 책 『소녀 앨리스』(少女アリス)나 『만화 기소텐가이』(マンガ奇想天外) 게재 작품을 수록했다. 후기 만화 『밤을 걷다』(夜を歩く)(후에 『실종일기』(失踪日記)의 '밤의 1'(夜の1)로 된다)는 해당 책을 위한 단행본이다.(오쓰카 에이지(大塚英志)에게 『밤을 걷다』(夜を歩く)의 원고를 택배로 보낸 뒤 재차 실종됐다)[121] 책 마지막 해설은 오쓰카 에이지(大塚英志), 이시카와 준(いしかわじゅん), 이다 고이치로(飯田耕一郎)이다. 해당 책의 출판 당시 전말에 대해서는 『Comic 신현실』(Comic新現実) Vol.3에서 오쓰카가 2005년에 한 아즈마 히데오 인터뷰를 참조할 것.[122]
31. ↑  요네자와 요시히로(米沢嘉博)가 아지마 슌(阿島俊) 명의로 『레몬 피플』(レモンピープル) 창간호(1982년 2월호)부터 휴간호(1998년 11월호)까지 18년간에 걸쳐 총 187회 연재한 동인지 소개 기사로 단행본화한 것이다. 창간 당초의 타이틀은 '로리콘 동인지 픽업'(ロリコン同人誌ピックアップ)이다. 1982년 12월호의 리뉴얼부터 '동인지 이트세트러'(同人誌エトセトラ)로 타이틀을 고쳤다. 잡지의 성격상 남성향 작품을 중심으로 하면서 전장르를 대상으로 하고, 때로는 만화 동인지의 역사도 언급했다. 휴간 6년 후인 2004년 9월, 구보 쇼텐(久保書店)에서 350페이지 초과의 대저로 간행했다. 연재 제1회는 『시벨』이 거론돼있다.
32. ↑  2005년 3월 21일에 도쿄 빅 사이트(東京ビッグサイト)에서 개최된 '30주년 기념 24내(!?) 코믹마켓 스페셜 4'(30周年記念24耐(!?)コミケットスペシャル4) 때 간행된 코믹마켓의 30주년사이다. 현재는 코믹마켓 공식 사이트에서 PDF 파일이 무료 공개됐다.
33. ↑  사이토 다마키(斎藤環) '미디어와 페도필리아―로리콘 문화는 얼마나 소비되었는가―'(メディアとペドフィリア―ロリコン文化はいかに消費されたか―)(후에 『박사의 기묘한 성숙 서브컬처와 사회정신병리』(博士の奇妙な成熟 サブカルチャーと社会精神病理)에서 재록)
34. ↑  본고에 인용된 증언은 메이지 대학 박물관(明治大学博物館)의 『아즈마 히데오 미소녀 실험실(吾妻ひでお美少女実験室)』전(2011년 4월 23일~5월 23일)을 위한 조사를 위해 메이지 대학 준교수인 모리카와 가이치로(森川嘉一郎)가 한 인터뷰에 기반한다. 아즈마 히데오는 2011년 2월 15일(해당 지 책 앞부분 인터뷰와 병행해 실시), 히루코가미 겐(전)(蛭児神建（元）)은 같은 해 2월 25일, 오키 유카오(沖由佳雄)는 같은 해 3월 8일에 각각 인터뷰를 행했다.
35. ↑  삼류 극화 붐·로리콘 붐의 중심 인물·가와모토 고지(川本耕次)가 쓴 포르노 잡지의 쇼와사.
36. ↑  2006년 11월에 이스트 프레스(イースト・プレス)에서 간행된 동명 서적에 증보·가필을 추가해 문고화한 것.
37. ↑  『시벨』 게재작 중 단행본 미수록으로 된 『닛헨의 미코짱 관능편』(日ヘンの美子ちゃん 官能編), 『빨간 모자 인 원더랜드』(赤ずきん・いん・わんだあらんど)를 첫 수록.
38. ↑  무기력 프로덕션 시절을 그린 『아즈마 히데오전!』(吾妻ひでお伝!), 『그림 일기』(絵日記), 『무기력 일기』(無気力日記), 『좋은 팬 나쁜 팬 어이없는 팬』(良いファン悪いファンとんでもないファン), 『축·엉뚱한 출판』(祝・ズッコケター御出版) 외에, 동인지 『ALICE』, 『POCO』, 『시벨』, 『프티 시벨』, 『하드 슈르』(はあどしゅ〜る) 등의 컷을 수록했다.[103]
39. ↑  전 『만화 부릿코』(漫画ブリッコ) 편집장 오쓰카 에이지(大塚英志)의 오타쿠론. 『제군!』(諸君!)(분게이슌주)에서 연재 중단중이던 '나와 미야자키 쓰토무의 '80년대'(ぼくと宮崎勤の'80年代)를 가필·개고해 2004년 2월에 고단샤 겐다이신쇼(講談社現代新書)에서 출판 후, 2007년 3월에 아사히 신문사에서 문고화된 동명 서적을 저본으로 해 신서화한 것.
40. ↑  스튜디오 지브리 출판부 발행 홍보지 『열풍』(熱風) 2012년 2월호부터 2014년 6월호에 걸쳐 발표된 동명 연재를 가필 수정한 뒤 신서화한 것.
41. ↑  기소텐가이샤(奇想天外社)판 『햇빛』(陽射し)（1981년)을 재구성한 복각 애장판. 1979~1984년에 걸쳐 아즈마 히데오가 발표한 미소녀 만화군을 '소녀 앨리스편'(少女アリス篇), '코믹마켓편'(コミケ篇), '일반지편'(一般誌篇)의 3장으로 나눠 수록했다.[123] 아즈마의 '저자 해제'(著者解題)는 본서를 위한 것이다.[124]
42. ↑  요네자와 요시히로(米沢嘉博)가 기획한 앨리스 특집(게재호 불명)으로 『시벨』을 상업지에서 첫 소개했다.
43. ↑  2차원 콤플렉스에 경종을 울리는 기사이다. 최하단에 그때까지의 흐름도 개설돼있다.
44. ↑  캐롤론이나, 로리콘사 개설을 포함한다.
45. ↑  센슈 대학 강사이자 문화인류학자인 패트릭 W. 갤브레이스(Patrick W. Galbraith)의 오타쿠 문화론. 일본의 로리콘 붐과 그 주변의 서브컬처가 다각적으로 분석돼있다.
46. ↑  고노마 와호(孤ノ間和歩)의 『시벨』 시절의 인기 캐릭터 등을 특집한 팬 동인지.
47. ↑  『시벨』 전호의 각 작품평 외에, 당시의 자료나 무크를 폭넓게 인용했고, 1980년대 초반까지의 로리콘 붐을 개관·정리·분석한 한 권.
48. ↑  『시벨』의 동물귀 작품에 대해 상술이 존재.

### 참조주
1. ↑  기소텐가이샤(奇想天外社) 『기소텐가이』(奇想天外) 1981년 5월 임시 증간호 『아즈마 히데오 대전집』(吾妻ひでお大全集) 288페이지
2. 1 2  아즈마 히데오 + 모리카와 가이치로(森川嘉一郎) + 야마다 도모코(ヤマダトモコ) + 아코(彩古) '아즈마 히데오 2만 5천자 롱 인터뷰 현대 일본적 미의식 "귀여운 에로틱"의 창시자'(吾妻ひでお2万5千字ロングインタビュー 現代日本的美意識『かわいいエロ』の創始者) KAWADE 유메 무크(KAWADE夢ムック) 『분게이 별책 ［총특집］ 아즈마 히데오』(文藝別冊［総特集］吾妻ひでお) 가와데쇼보신샤(河出書房新社) 2011년 4월 30일 34페이지
3. 1 2 3 4 5  히루코가미 겐(蛭児神建, 전) 『출가 일기―어느 '오타쿠'의 생애』(出家日記―ある「おたく」の生涯)에서 '첫 로리콘 문예지 『아이리스』'(初のロリコン文芸誌『愛栗鼠』) 가도카와 쇼텐 2005년 11월 pp.39-45
4. 1 2  아지마 슌(阿島俊) '로리콘 동인지 픽업 제1회 시벨 신화의 탄생'(ロリコン同人誌ピックアップ 第1回 シベール神話の誕生) 『레몬 피플』(レモンピープル) 1982년 2월호(창간호) 아마토리아샤(あまとりあ社)(2004년 9월에 구보 쇼텐(久保書店)에서 발행된 아지마 슌 『만화 동인지 이트세트러 '82~'98 상황론과 리뷰로 읽는 오타쿠사』(漫画同人誌エトセトラ'82〜'98 状況論とレビューで読むおたく史) 23페이지에 재록)
5. ↑  기소텐가이샤(奇想天外社) 『기소텐가이』(奇想天外) 1981년 5월 임시 증간호 『아즈마 히데오 대전집』(吾妻ひでお大全集) 284페이지
6. ↑  미구조(みぐぞう) 『크림레몬 독책』(くりいむレモン毒本) 하나 디스코(華ディスコ) 2017년 87페이지
7. ↑  코믹마켓 준비회 공동대표×모리카와 가이치로(コミックマーケット準備会共同代表×森川嘉一郎) (2009년 4월 30일). “요네자와 요시히로 기념 도서관이란 무엇인가? 제2부 코믹마켓의 견본지 열람 제4장 코믹마켓의 견본지──보존·열람하는 것의 의의(米沢嘉博記念図書館とは何なのか? 第2部 コミックマーケットの見本誌閲覧 第4章 コミケットの見本誌──保存・閲覧することの意義)”. 메이지 대학.모리카와 가이치로(森川嘉一郎)의 변설.
8. ↑  코믹마켓 준비회 『코믹마켓 30's 파일』(コミックマーケット30’sファイル) 세이린코게이샤(青林工藝舎) 2005년 7월, P241
9. 1 2 3 4 5 6  오쓰카 & 아즈마 2005, 19쪽.
10. ↑  https://twitter.com/shindosha/status/553457614084771840
11. 1 2 3  영화 『시벨의 일요일』 등(映画『シベールの日曜日』など) - 아즈마 히데오 작품의 줄거리(吾妻ひでお作品のあらすじ)
12. ↑  아이다 미호(相田美穂) (2005년 2월). “코믹마켓의 현재: 서브컬처에 관한 한 고찰(コミックマーケットの現在 : サブカルチャーに関する一考察)”. 《히로시마 슈 대논집(広島修大論集), 인문편》 (히로시마 슈도 대학 인문학회(広島修道大学人文学会)) 45 (2): 157. ISSN 0387-5873.
13. ↑  다카쓰키 2009, 105–106쪽.
14. ↑  시모쓰키 다카나카(霜月たかなか) 『코밋마켓 창세기』(コミックマーケット創世記) 아사히 신문 출판(朝日新聞出版)(아사히 신쇼(朝日新書)) 2008년, 아마존 킨들판, 위치 No. 전 2936 중 80-90 / 4%. ISBN 978-4022732507.
15. 1 2  시모쓰키 다카나카(霜月たかなか) 『코믹마켓 창세기』(コミックマーケット創世記) 아사히 신문 출판(朝日新聞出版)（아사히 신쇼(朝日新書)) 2008년, 아마존 킨들판, 위치 No. 전 2936 중 135-144 / 5-6%. ISBN 978-4022732507.
16. 1 2  1975년 12월의 코믹마켓 제1회는 도라노몬 소방 회관(虎ノ門消防会館)에서 참가 서클 32, 일반 참가 700명의 규모로 행해졌고, 주로 만화지 『COM』의 흐름을 이어받은 대학생 등의 만화 연구회가 모여있었으나, 『우주전함 야마토』의 극장 공개 이후에는 애니메이션 팬클럽의 참가가 늘어 80년대 전반에는 로리콘·쇼타콘이나 코스프레가 많아졌다. 그 후 1981년부터 『주간 소년 점프』에서 연재된 『캡틴 츠바사』를 비롯해 후반에는 야오이·애니메이션 패러디도 급성장했다.(니시무라 마리(西村マリ) 『애니메이션 패러디와 야오이』(アニパロとヤオイ) 오타 출판(太田出版) 2002년)
17. ↑  코믹마켓 준비회 『코믹마켓 30's 파일』(コミックマーケット30’sファイル) 세이린코게이샤(青林工藝舎) 2005년 7월, P33
18. 1 2  (코믹마켓 준비회 『코믹마켓 30's 파일』(コミックマーケット30’sファイル) 세이린코게이샤(青林工藝舎) 2005년 7월 P90(초출: 요네자와 요시히로(米沢嘉博) '꿈의 기억 기억의 꿈─코믹마켓 사사─」(夢の記憶 記憶の夢─コミケット私史─) 중 'JUNE과 PEKE'(JUNEとPEKE) 『코믹마켓 연감'84』(コミケット年鑑'84) 코믹마켓 준비회 1985년 8월 148페이지)
19. ↑  시모쓰키 다카나카(霜月たかなか) 『코믹마켓 창세기』(コミックマーケット創世記) 아사히 신문 출판(朝日新聞出版)（아사히 신쇼(朝日新書)) 2008년, 아마존 킨들판, 위치 No. 전 2936 중 1831-1840 / 62-63%. ISBN 978-4022732507.
20. ↑  아지마 슌(阿島俊) 『만화 동인지 이트세트러 '82~'98 상황론과 리뷰로 읽는 오타쿠사』(漫画同人誌エトセトラ'82〜'98 状況論とレビューで読むおたく史) 구보 쇼텐(久保書店) 2004년 9월 p.71 '제24회 / 로리콘 애니메이션과 그 주변'(第24回／ロリコンアニメとその周辺)(1985년 1월)
21. ↑  이와사키 아야카(岩崎彩香) (2005년 9월). “현대 여성의 사회 적응 전략: 〈야오이〉 문화의 사회학적 고찰(現代女性の社会適応戦略 : 〈やおい〉文化の社会学的考察)”. 《간사이 대학 대학원 인간과학(関西大学大学院人間科学): 사회학·심리학 연구》 (간사이 대학) 63: 55. ISSN 0289-2472.
22. ↑  코믹마켓 준비회 『코믹마켓 30's 파일』(コミックマーケット30’sファイル) 세이린코게이샤(青林工藝舎) 2005년 7월, pp.224-225
23. ↑  어느 편집자가 남긴 일과 그 광적 천재 편집자! 아오야마 마사아키의 세계 제30회 로리콘의 아오야마 마사아키(2)(ある編集者の遺した仕事とその光跡 天災編集者!青山正明の世界 第30回 ロリコンにおける青山正明（2）)
24. ↑  모리카와 2011, 181–182쪽.
25. ↑  모리카와 2011, 182쪽.
26. ↑  아즈마 2011, 31쪽.
27. 1 2 3  코믹마켓 준비회 『코믹마켓 30's 파일』(コミックマーケット30’sファイル) 세이린코게이샤(青林工藝舎) 2005년 7월, P242
28. ↑  아즈마 히데오 (2007년 1월 30일), 《도망일기(逃亡日記)》, 니혼분게이샤(日本文芸社), 180쪽, ISBN 978-4-537-25465-5
29. ↑  모리카와 2011, 181쪽.
30. 1 2  모리카와 2011, 184쪽.
31. ↑  모리카와 2011, 180쪽.
32. 1 2  아즈마 히데오 '요네자와 씨 감사합니다'(米沢さんありがとう) 아즈마 히데오 『원더 AZUMA HIDEO 랜드 2』(ワンダー・AZUMA HIDEO・ランド2) 훗칸 닷컴(復刊ドットコム) 2016년 3월 133페이지(초출: 코믹마켓 준비회 『COMIKET PRESS 25』 2006년 12월 29일 발행）
33. ↑  오쓰카 2005, 18쪽.
34. ↑  다카쓰키 2009, 99 '『태양의 왕자 호루스의 대모험』에 등장한 소녀 힐다(ヒルダ)는 애니메이션 붐 이전의 매니아에게 있어서 중요한 존재였다고 여겨진다. 1971년에 데뷔한 베테랑 소녀 만화가인 와다 신지(和田慎二)도 일부 작품에서 힐다에게로의 편애를 어필했다. 1950년생인 와다는 『태양의 왕자 호루스의 대모험』 공개 시 18세였다. 애니메이션 잡지의 일반적인 논조로는 백소정이나 힐다로의 소박한 동경이 2차원 콤플렉스의 길로 자리잡았다고 전했다. 또 힐다를 원조 로리콘 등장인물로 다룬 예(인용자 주: 아지마 슌(阿島俊) 『만화 동인지 이트세트러 '82~'98 상황론과 리뷰로 읽는 오타쿠사』(漫画同人誌エトセトラ'82〜'98 状況論とレビューで読むおたく史) p.52에 따르면 『루팡 3세: 칼리오스트로의 성』에 등장하는 클라리스 드 칼리오스트로(クラリス・ド・カリオストロ) 인기의 흐름에서 재발견으로도 있었다고 한다)도 여기저기에서 보인다'쪽.
35. ↑  만화의 수첩 사무국 『만화의 수첩』(漫画の手帖) 79호（2020년 4월 10일 발행） 30-31페이지 '히루코가미 겐(전)의 일상/그 31'(蛭児神建（元）の日常/その31)
36. 1 2  오키 유카오(沖由佳雄) + KAZUNA(가즈나 게이(計奈恵)) 토크 이벤트 '『시벨』 시기(『シベール』の頃)' - 메이지 대학 요네자와 요시히로 기념 도서관(米沢嘉博記念図書館)
37. 1 2  가즈나 게이의 X 포스트 2019년 10월 21일
38. 1 2  코믹마켓 준비회 『코믹마켓 30's 파일』(コミックマーケット30’sファイル) 세이린코게이샤(青林工藝舎) 2005년 7월, P249
39. ↑  아즈마 2011, 32–34쪽.
40. ↑  가즈나 게이의 X 포스트 2018년 4월 10일
41. ↑  오코시 2014, 117쪽.
42. ↑  코믹마켓 준비회 『코믹마켓 30's 파일』(コミックマーケット30’sファイル) 세이린코게이샤(青林工藝舎) 2005년 7월, P240
43. ↑  야치 준페이(谷地淳平) '미니 코믹스지의 추억 그 15'(ミニコミ誌の思い出 その15) 2014년 12월 4일부
44. 1 2  오쓰카 에이지(大塚英志) '특집·진설 오타쿠의 정신사──해제'(特集・真説おたくの精神史──解題) 『Comic 신현실』(Comic新現実) Vol.4(가도카와 쇼텐 2005년 4월 pp.76-77)
45. ↑  누마키치(ぬまきち)의 X 포스트 2020년 9월 1일
46. 1 2  쓰치모토 1989, 104쪽.
47. ↑  가즈나 게이의 X 포스트 2018년 2월 6일
48. ↑  가즈나 게이의 X 포스트 2020년 5월 12일
49. ↑  가즈나 게이의 X 포스트 2019년 10월 1일
50. ↑  가즈나 게이의 X 포스트 2020년 12월 25일
51. ↑  가즈나 게이의 X 포스트 2017년 12월 9일
52. ↑  다니구치 게이의 X 포스트 2016년 10월 6일
53. ↑  오쓰카 에이지(大塚英志) 『'오타쿠'의 정신사 1980년대론』(「おたく」の精神史 一九八〇年代論) 세이카이샤 문고(星海社文庫) 2016년 488-489페이지
54. ↑  『'오타쿠'의 정신사』 커버 일러스트의 작가·하야사카 미키 씨의 연락처를 찾고 있습니다(『「おたく」の精神史』カバーイラストの作者・早坂未紀さんのご連絡先を探しています) - 지세다이(ジセダイ) 2016년 3월 25일
55. ↑  밀키★박스(ミルキィ★ボックス) - 만화 도서관 Z(マンガ図書館Z)
56. 1 2  만화 부릿코의 세계 - 어웨이크(AWAKE)에 대해서(漫画ブリッコの世界 - アオーク（AWAKE）について) 2013년 12월 16일
57. 1 2  히루코가미 겐(蛭児神建) （전） 『출가 일기―어느 '오타쿠'의 생애』(出家日記―ある「おたく」の生涯) 중 '아즈마 히데오와의 만남'(吾妻ひでおとの出会い) 가도카와 쇼텐 2005년 11월 pp.46-52
58. 1 2  요네자와 & 모리노 1992, 115쪽.
59. 1 2  만화 seek 프로젝트(まんがseekプロジェクト). “시마네코 메구미의 프로필, 수상력, 전작품 리스트 등(川猫めぐみのプロフィール、受賞歴、全作品リストなど)”. 《만화 seek(まんがseek)》 (일본어).
60. ↑  아지마 슌(阿島俊) 『만화 동인지 이트세트러 '82~'98 상황론과 리뷰로 읽는 오타쿠사』(漫画同人誌エトセトラ'82〜'98 状況論とレビューで読むおたく史) 구보 쇼텐(久保書店) 2004년 9월 pp.59-60 '제18회/소녀들의 소녀들'(第18回／少女たちの少女たち)(1984년 6월)
61. 1 2 3 4  아지마 슌(阿島俊) 『만화 동인지 이트세트러 '82~'98 상황론과 리뷰로 읽는 오타쿠사』(漫画同人誌エトセトラ'82〜'98 状況論とレビューで読むおたく史) 구보 쇼텐(久保書店) 2004년 9월 pp.77-78 '제29회/노포인 지금에 로리콘 동인지를 찾다!'(第29回／老舗の今にロリコン同人誌を探る!)(1985년 6월)
62. ↑  가즈나 게이의 X 포스트 2018년 8월 14일
63. ↑  가와모토 고지(川本耕次) (2018년 11월 25일). “수상한 편집자(怪しい編集者)”. 넷 게릴라(ネットゲリラ).[깨진 링크(과거 내용 찾기)]
64. ↑  아즈마 히데오 + 다니구치 게이(谷口敬) + 노구치 마사유키(野口正之) + 히루코가미 겐(蛭児神建) + 하야사카 미키(早坂未紀) + 가와모토 고지(川本耕次) '로리콘 좌담회 로리콘의 길은 깊고 험하다'(ロリコン座談会 ロリコンの道は深くて険しいのだ) 『퓨전 프로덕트』(ふゅーじょんぷろだくと) 1981년 10월호 '특집 롤리타 혹은 어떻게 나는 정상적인 연애를 포기하고 미소녀를 사랑하기에 이르렀는가'(特集 ロリータあるいは如何にして私は正常な恋愛を放棄し美少女を愛するに至ったか) 라포트(ラポート) pp.86-91
65. ↑  가와모토 고지(川本耕次) 『포르노 잡지의 쇼와사』(ポルノ雑誌の昭和史) 지쿠마 신쇼(ちくま新書) 2011년 112-113페이지
66. ↑  가와모토 고지(川本耕次) (2019년 10월 21일). “대표작은 가스점의 가스공(代表作はガス屋のガス公)”. 넷게릴라(ネットゲリラ). 2021년 12월 16일에 원본 문서에서 보존된 문서. 2025년 3월 2일에 확인함.
67. ↑  '뭔가 그것도 앨리스의 야마다 씨가 말이죠. 로리콘 작품을 하나… (웃음)'(なんかあれもアリスの山田さんがね、ロリコンものを一つ…（笑）) 『하드 슈르 신문』(はあど・しゅ〜る新聞) 1980년 3월 15일부(대일본 아즈마 만화 진흥회(大日本吾妻漫画振興会)·도라우마 쇼보(虎馬書房), p.3)
68. ↑  SF와 미소녀의 계절(SFと美少女の季節)(아즈마 히데오와 가와모토 고지의 관련 연표) 메이지 대학 요네자와 요시히로 기념 도서관(米沢嘉博記念図書館)
69. ↑  가메와다 다케시(亀和田武) '총괄'(総括) 『극화 앨리스』(劇画アリス) 통권 22호(앨리스 출판(アリス出版)/미궁'79(迷宮'79))
70. ↑  가와모토 고지(川本耕次) 『포르노 잡지의 쇼와사』(ポルノ雑誌の昭和史) 지쿠마 신쇼(ちくま新書) 2011년 118페이지
71. 1 2  요네자와 요시히로(米沢嘉博) '아픈 사람을 위한 만화 고현학·제1회/롤리타 콤플렉스'(病気の人のためのマンガ考現学・第1回／ロリータ・コンプレックス)(미노리 쇼보(みのり書房) 『월간 OUT』(月刊OUT) 1980년 12월호 pp.96-97)
72. ↑  “80년대 미소녀 증후군/삼류 극화(80年代美少女症候群／三流劇画)”. 2001년 3월 5일에 원본 문서에서 보존된 문서. 2025년 3월 2일에 확인함.
73. ↑  “쇼와 레트로·그리운 포르노관-B5판 64페이지의 꿈/초기 비닐 잡지·자판기 책 프라이베이트 콜렉션-소녀 앨리스의 전설/전 25권 소개(昭和レトロ・懐かしポルノ館 - B5判64ページの夢／初期ビニ本・自販機本プライベート・コレクション - 少女アリスの伝説／全25冊紹介)”. 2011년 8월 24일에 원본 문서에서 보존된 문서. 2025년 3월 2일에 확인함.
74. ↑  아즈마 2011, 34쪽.
75. ↑  아니메주 편집부 '여기까지 온 "로리콘" 붐. 그 최전선을 쫓다!'(ここまで来た『ロリコン』ブーム。その最前線を追う!)(도쿠마 쇼텐 『아니메주』 1982년 5월호 pp.125-127)
76. ↑  시벨 편집부 『시벨』 Vol.7 '편집 후기'(編集後記) 108페이지
77. 1 2  만화의 수첩 사무국 『만화의 수첩』(漫画の手帖) 4호(1981년 6월) 14페이지 '엣! 시벨이 폐간이라고?!'(えっ! シベールが廃刊だって?!)
78. ↑  아즈마 & 야마모토 2011, 141쪽.
79. 1 2  라포트(ラポート) 『애니멕』(アニメック) 17호(1981년 4월) 특집 '"로"는 롤리타의 "로"'(“ろ”はロリータの“ろ”) P44
80. 1 2   『퓨전 프로덕트』(ふゅーじょんぷろだくと) 1981년 10월호 '특집 롤리타 혹은 어떻게 해서 나는 정상적인 연애를 포기하고 미소녀를 사랑하기에 이르렀는가'(特集 ロリータあるいは如何にして私は正常な恋愛を放棄し美少女を愛するに至ったか) P108
81. ↑  하라 마루타(原丸太) + 시미즈 가즈오(志水一夫) '로리콘 동인지 리뷰 환상의 『시벨』 전설로 시작하는 로리콘 동인지의 각성기를 거쳐 오늘날의 붐 도래까지를 로리콘 잡지 연구자·하라 마루타가 도큐먼트(ロリコン同人誌レビュー 幻の『シベール』伝説にはじまるロリコン同人誌の覚醒期を経て今日のブーム到来までをロリコン雑誌研究家・原丸太がドキュメント) 아니메주 증간 『애플 파이 미소녀 만화 대전집』(アップル・パイ 美少女まんが大全集) 도쿠마 쇼텐 1982년 3월 pp.116-117
82. ↑  하라 마루타(原丸太) '로리콘 판타지란 무엇인가──그 과거·현재·미래 로리콘 동인지계 분포도의 시도'(ロリコンファンジンとは何か──その過去・現在・未来 ロリコン同人誌界分布図の試み) 『퓨전 프로덕트』(ふゅーじょんぷろだくと) 1981년 10월호 '특집 롤리타 혹은 어떻게 해서 나는 정상적인 연애를 포기하고 미소녀를 사랑하기에 이르렀는가'(特集 ロリータあるいは如何にして私は正常な恋愛を放棄し美少女を愛するに至ったか) 라포트(ラポート) pp.92-98
83. ↑  가즈나 게이의 X 포스트 2016년 10월 30일
84. ↑  가즈나 게이의 X 포스트 2019년 12월 1일
85. 1 2  오쓰카 2005, 22쪽.
86. ↑  오쓰카 에이지(大塚英志) '특집·진설 오타쿠의 정신사―해제'(特集・真説おたくの精神史―解題) 『Comic 신현실』(Comic 新現実) Vol.4 가도카와 쇼텐 2005년 4월 pp.76-77
87. ↑  오쓰카 1992, 194쪽.
88. ↑  히루코가미 겐(蛭児神建) （전） 『출가 일기―어느 '오타쿠'의 생애』(出家日記―ある「おたく」の生涯) 중 '히루코가미 겐 씨에 대해'(蛭児神建氏のこと)(아즈마 히데오의 후기) 가도카와 쇼텐 2005년 11월 pp.183-186
89. ↑  코믹마켓 준비회 『코믹마켓 30's 파일』(コミックマーケット30’sファイル) 세이린코게이샤(青林工藝舎) 2005년 7월, P244
90. ↑  가즈나 게이의 X 포스트 2017년 8월 28일
91. ↑  가즈나 게이의 X 포스트 2021년 6월 17일
92. ↑  이케모토 고이치(池本浩一) '그리운 업계 다툼사─부릿코 성쇠기 (1)'(なつかしの業界ケンカ史─ブリッコ盛衰記(1)) 니혼슛판샤(日本出版社) 『레몬 클럽』(レモンクラブ) 1991년 8월호, 177페이지
93. 1 2  가즈나 게이의 X 포스트 2016년 10월 7일
94. 1 2  가즈나 게이의 X 포스트 2019년 7월 3일
95. 1 2 3   『퓨전 프로덕트』(ふゅーじょんぷろだくと) 1981년 10월호 '특집 롤리타 혹은 어떻게 어떻게 나는 정상적인 연애를 포기하고 미소녀를 사랑하기에 이르렀는가'(特集 ロリータあるいは如何にして私は正常な恋愛を放棄し美少女を愛するに至ったか) P109
96. ↑  『퓨전 프로덕트』(ふゅーじょんぷろだくと) 1981년 10월호 '특집 롤리타 혹은 어떻게 어떻게 나는 정상적인 연애를 포기하고 미소녀를 사랑하기에 이르렀는가'(特集 ロリータあるいは如何にして私は正常な恋愛を放棄し美少女を愛するに至ったか) P97
97. ↑   『퓨전 프로덕트』(ふゅーじょんぷろだくと) 1981년 10월호 '특집 롤리타 혹은 어떻게 어떻게 나는 정상적인 연애를 포기하고 미소녀를 사랑하기에 이르렀는가'(特集 ロリータあるいは如何にして私は正常な恋愛を放棄し美少女を愛するに至ったか) P94
98. 1 2 3  무기력 프로에 대해(無気力プロのこと) - 아즈마 히데오 작품의 줄거리(吾妻ひでお作品のあらすじ)
99. ↑  가즈나 게이의 X 포스트 2016년 7월 29일
100. ↑  오쓰카 2005, 17쪽.
101. ↑  http://azumahideosakuhin3arasuji.web.fc2.com/
102. ↑  http://azumahideosakuhin3arasuji.web.fc2.com/98mukiryoku.html
103. 1 2 3  사노 구니히코(佐野邦彦) (2016년 3월 17일). “아즈마 히데오: 『원더 AZUMA HIDEO 랜드 2』 (훗칸 닷컴)(吾妻ひでお：『ワンダーAZUMA HIDEOランド2』（復刊ドットコム）)”. WebVANDA.
104. 1 2  아즈마 히데오의 레어 작품집, 동인지 게재작부터 홈페이지 일기까지 - 코믹 나탈리 2015년 1월 2일
105. ↑  후루마(降間) 『로리콘 붐의 뒤를 쫓아서』(ロリコンブームの後を追って) 안코쿠쿄텐쓰키(暗黒拠点月) 2020년 8월 47-48페이지
106. ↑  코믹마켓 준비회 『코믹마켓 30's 파일』(コミックマーケット30’sファイル) 세이린코게이샤(青林工藝舎) 2005년 7월, P243
107. ↑  후루마(降間) 『로리콘 붐의 뒤를 쫓아서』(ロリコンブームの後を追って) 안코쿠쿄텐쓰키(暗黒拠点月) 2020년 8월 55페이지
108. ↑  만화의 수첩 사무국 『만화의 수첩』(漫画の手帖) 6호(1981년 12월) 5페이지 '아즈마 히데오하는 사람의 페이지'(吾妻ひでおする人のぺえじ)
109. ↑  미도리사와 미유키(緑沢みゆき)·고노마 와호(このま和歩) 외 『덴덴 무스메』(でんでんむすめ) 고노마 와호 FC(このま和歩FC), 1982년 11월, 44페이지 '고노마 와호 불완전 작품 리스트'(このま和歩不完全作品リスト)
110. 1 2  화이트 시벨 - 만다라케 옥션
111. ↑   『퓨전 프로덕트』(ふゅーじょんぷろだくと) 1981년 10월호 '특집 롤리타 혹은 어떻게 나는 정상적인 연애를 포기하고 미소녀를 사랑하기에 이르렀는가'(特集 ロリータあるいは如何にして私は正常な恋愛を放棄し美少女を愛するに至ったか) P93
112. ↑  코믹마켓 준비회 『코믹마켓 30's 파일』(コミックマーケット30’sファイル) 세이린코게이샤(青林工藝舎) 2005년 7월, P265
113. ↑  도라우마 쇼보의(虎馬書房) X 포스트 2018년 1월 21일
114. ↑  가즈나 게이의 X 포스트 2017년 11월 24일
115. ↑  다카토리 1982, 140쪽.
116. 1 2  가와모토 고지(川本耕次) 『포르노 잡지의 쇼와사』(ポルノ雑誌の昭和史) 지쿠마 신쇼(ちくま新書) 2011년 182-183페이지
117. ↑  다카토리 1982, 146쪽.
118. ↑  다카토리 1982, 141쪽.
119. ↑  가와모토 고지(&다케쿠마 겐타로) 토크 이벤트(2011년 05월 21일)(川本耕次（&竹熊健太郎）トークイベント（2011年05月21日）) - 구라타 와타루의 폐허 통신(倉田わたるの廃墟通信)
120. ↑  오쓰카 에이지의 X 포스트 2019년 10월 22일
121. ↑  오쓰카 에이지(大塚英志) + 사사키바라 고(ササキバラ・ゴウ) 『교양으로의 〈만화·애니메이션〉』(教養としての〈まんが・アニメ〉) 고단샤 〈고단샤 겐다이신쇼〉(講談社現代新書) 2001년, 106-107페이지. ISBN 978-4061495531
122. ↑  오쓰카 & 아즈마 2005, 11쪽.
123. ↑  기소텐가이샤(奇想天外社)판 『햇빛』(陽射し)（1981년)에 수록된 '방황하는 영혼'(さまよえる魂)은 여러 사정으로 미수록으로 되었다.
124. ↑  햇빛 -reissue-(陽射し -reissue-) - 아즈마 히데오 작품의 줄거리 2(吾妻ひでお作品のあらすじ2)
125. ↑  KAWADE 유메무크(KAWADE夢ムック) 『분게이 별책 [총특집] 아즈마 히데오』(文藝別冊［総特集］吾妻ひでお) 가와데쇼보신샤(河出書房新社), 2011년 4월 30일, 16페이지
126. ↑  https://web.archive.org/web/20020223174209/http://hoippuchan.tripod.com/80s_animec.htm